# RoboCop
RoboCop es una película de acción y ciencia ficción estadounidense dirigida por Paul Verhoeven y escrita por Edward Neumeier y Michael Miner. Está protagonizada por Peter Weller, Nancy Allen, Dan O'Herlihy, Ronny Cox, Kurtwood Smith y Miguel Ferrer. La trama se centra en el oficial de policía Alex Murphy (Weller), quien es asesinado por una banda de criminales y posteriormente revivido por la corporación Omni Consumer Products como un cíborg policía llamado RoboCop. Está ambientada en Detroit (Míchigan), un lugar plagado de crímenes en el que sin darse cuenta de su vida anterior, RoboCop ejecuta una campaña para frenarlos mientras acepta los fragmentos persistentes de su humanidad.
Neumeier concibió la película cuando trabajaba en el equipo de Blade Runner (1982), y la idea se desarrolló aún más junto con Miner. El productor Jon Davison, en nombre de Orion Pictures, compró el guion a principios de 1985, pero encontrar un director resultó difícil; Verhoeven descartó el guion dos veces porque no entendió su contenido satírico hasta que su esposa lo convenció de lo contrario. El rodaje tuvo lugar entre agosto y octubre de 1986, principalmente en Dallas (Texas), mientras que Rob Bottin dirigió al equipo de efectos especiales en la creación de efectos prácticos, sangre violenta y el disfraz de RoboCop. Por su parte, Verhoeven enfatizó la violencia a lo largo de la película, haciéndola tan extravagante que se volvió cómica,   aunque los censores creyeron que era demasiado extremo y varias escenas se acortaron o modificaron para asegurar una calificación cinemática aceptable.
A pesar de las dificultades previstas en la comercialización de la película, particularmente debido a su título, se esperaba que tuviera un buen desempeño en función de las proyecciones de críticos previas al lanzamiento y al boca a boca positivo. Y así fue, pues se convirtió en un éxito financiero, de forma inesperada, tras su estreno en julio de 1987, al ganar 53,4 millones USD. Las críticas la elogiaron como una película de acción satírica e inteligente con mensajes filosóficos profundos, pero en conflicto por la violencia extrema mostrada. Por otro lado, el largometraje recibió nominaciones a varios premios, con la consecución de un Óscar y numerosos Premios Saturn.
El éxito de RoboCop creó una franquicia que comprende las secuelas RoboCop 2 (1990) y RoboCop 3 (1993), series animadas para niños, múltiples programas de televisión de acción en vivo, videojuegos, historietas, juguetes, ropa y otros productos. En 2014 se lanzó un reinicio con el mismo nombre, a la par que desde 2020 está en desarrollo una secuela directa de la película original, titulada provisionalmente RoboCop Returns y que ignora otras entradas de la serie. De manera adicional, el filme ha sido analizado por temas que incluyen la naturaleza de la humanidad,  la identidad personal, la codicia corporativa y la corrupción, mientras que es visto como una reprimenda de las políticas de Ronald Reagan.
La cinta pertenece al subgénero de la ciencia ficción cyberpunk.

## Argumento

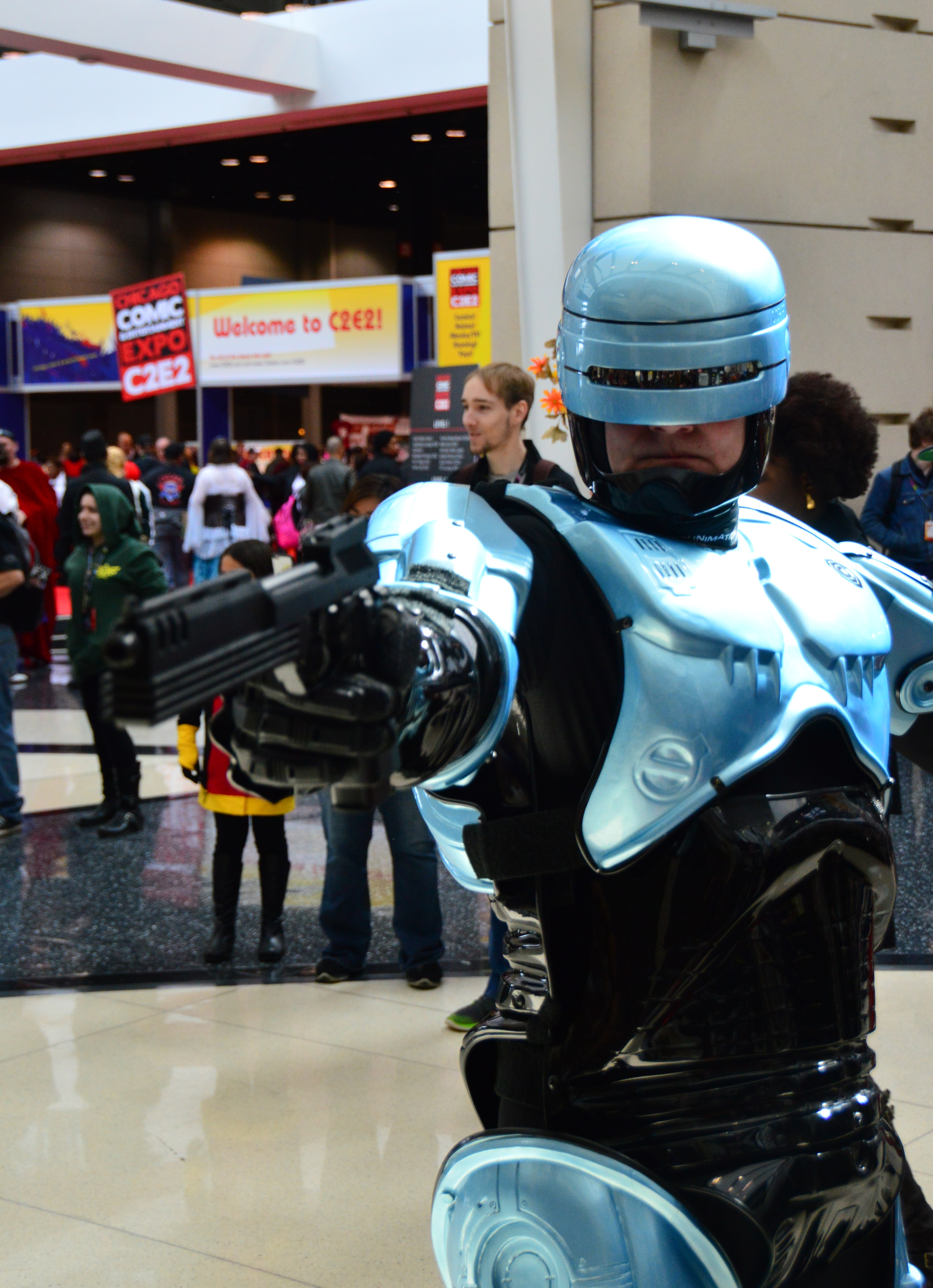
Cosplay de RoboCop en la Chicago Comic & Entertainment Expo (C2E2) de 2016.

En un futuro cercano distópico, Detroit está al borde del colapso social y financiero. Abrumada por el crimen y la disminución de los recursos, por una crisis económica en el país y el mundo, la ciudad otorga a la corporación Omni Consumer Products (OCP) el control de la fuerza policial de Detroit. 
El vicepresidente de la OCP, Dick Jones, presenta frente a los ejecutivos, socios y accionistas de la corporación OCP el ED-209, un robot de aplicación de la ley diseñado para suplantar a la policía y reducir gastos en sueldos, atención médica y pagos de jubilaciones. En la demostración, uno de los ejecutivos simula atacarlo apuntándole con un arma al ED-209, éste funciona mal y asesina al ejecutivo de varios disparos, lo que obviamente impresiona pésimamente a los asistentes. Uno de ellos, el ambicioso Bob Morton, aprovecha el traspié del ED-209 para presentar al presidente de la compañía («El viejo») su propio proyecto: RoboCop. 
Mientras tanto, el oficial Alex Murphy es trasladado al recinto de Metro West, donde junto con su nueva compañera Anne Lewis, persigue a un peligroso criminal llamado Clarence Boddicker y a su banda. El recién llegado cae en una emboscada y es torturado por el grupo de malhechores hasta que Boddicker lo asesina de un disparo en la cabeza. Morton convierte el cadáver de Murphy en RoboCop, un cíborg poderoso y fuertemente blindado sin recuerdos de su vida anterior; está programado con cuatro directivas principales: servir a la confianza del público, proteger a los inocentes y defender la ley; la cuarta es secreta.
Es asignado a Metro West y aclamado por los medios de comunicación por su campaña eficiente contra el crimen, pero Lewis empieza a sospechar que él es Murphy por la forma única en que enfunda su arma, un truco que este aprendió para su hijo. Durante el mantenimiento y la carga de sus baterías, en donde se sienta en una silla especial, RoboCop experimenta la pesadilla de la muerte de Murphy, deja la estación y se encuentra con Lewis, quien se dirige a él como Murphy. 
Mientras patrulla, arresta a Emil, uno de los integrantes de la banda de Boddicker; éste reconoce los gestos de Murphy, fomentando el recuerdo de RoboCop. Regresa con Emil a Metro West y usa la base de datos de la policía para identificar a sus asociados y el registro de Murphy. RoboCop recuerda más sucesos de su vida anterior, regresa a explorar la antigua casa de Murphy; su familia se mudó y la casa es ofrecida en alquiler. En otra instancia de la película, a instancias del jefe Jones, Boddicker asesina al científico Morton con una bomba, por intentar usurpar su posición en la corporación OCP y perjudicar sus intereses económicos con la construcción del primer robot. 
Robocop progresa en sus recuerdos de su vida anterior, incluso asistido por su compañera Lewis, con lo cual ya regresa a ser Murphy aunque conserva la fuerza y habilidades del ciborg Robocop. Así, rastrea a la pandilla de Boddicker restante y finalmente ataca brutalmente al líder y amenaza con matarlo, pero su programación se lo impide. Boddicker confiesa estar empleado por Jones y Murphy/ RoboCop graba su confesión en una base de datos electrónica propia. 
Con la confesión de Boddicker grabada, Murphy Intenta arrestar a Jones en la oficina principal de OCP Tower y se activa la cuarta directiva, un mecanismo de seguridad para neutralizarlo cuando actúa contra un ejecutivo de la compañía. Jones admite su culpabilidad en la muerte del científico Morton, cuando Robocop queda muy afectado y lanza al robot ED-209 para destruir a RoboCop; aunque este escapa de la batalla, neutralizando hábilmente al ED-209, es asaltado por la fuerza policial por orden de la OCP y resulta gravemente dañado por el ataque. Como la corporación OCP decide desecharlo para favorecer la construcción de ED-209. Lewis le ayuda a llegar a una acería abandonada.
Enfurecida por la falta de fondos y la escasez de personal de la OCP, la fuerza policial se declara en huelga y Detroit se hunde en el caos, a medida que estallan disturbios en toda la ciudad. Jones libera a Boddicker y su pandilla, equipándolos con armamento de alta potencia para destruir a RoboCop, desaparecido, pero le revelan un equipo rastreador insertado en el interior de su cuerpo, para buscarlo y atacarlo. 
Los hombres de Boddicker son rápidamente eliminados al enfrentarse a Robocop y Lewis en una batalla, pero ella termina gravemente herida y el cíborg queda atrapado bajo vigas de acero, liberados con una máquina de grúa magnética sobre él. Aun así, mata a Boddicker apuñalándolo en la garganta, cuando él se acerca para rematarlo con un disparo sobre su cara, con el conector del interface para comunicarse con otras máquinas. 
RoboCop se libera de la trampa, llega para enfrenta a Jones en la OCP Tower durante una reunión de la junta, revelando la verdad detrás del asesinato del científico Morton, cuando se conecta a las pantallas de la computadora central de la oficina. Jones toma a «El viejo» como rehén para escapar y entonces, para permitir la intervención de Robocop, Jones es inmediatamente despedido de la OCP, anulando la cuarta directiva de la programación de Robocop, lo que permite que Murphy le dispare y se estrelle contra una ventana cayendo de un piso alto del edificio hacia su muerte. 
El presidente felicita la puntería de RoboCop y le pregunta su nombre, a lo que él responde: «Murphy».

## Temas

### Poder corporativo

El presidente Ronald Reagan se dirigió a la nación en 1981 para hablar sobre la reducción de impuestos. RoboCop satiriza las políticas de Reagan, que defendía una regulación limitada, una economía de goteo y una agenda a favor de las empresas.

Uno de los temas centrales es el poder de las corporaciones. De esa forma, las que aparecen en la película son corruptas y codiciosas; tienen el objetivo de privatizar los servicios públicos y gentrificar la totalidad de Detroit. Los guionistas Michael Miner, un autodeterminado hippie, y Edwar Neumeier, que creció durante el escándalo de Watergate y la guerra de Vietnam, creían que Detroit era una ciudad destruida por corporaciones estadounidenses, con lo cual se mostraron críticos con las políticas del presidente estadounidense Ronald Reagan. La redactora Rita Kempley dijo que el Detroit creado por Neumeier y Miner está acosado por las violaciones, el crimen y la «Reaganomía que salió mal». Por su parte, Drew Taylor describió la película como un retrato del capitalismo desenfrenado de la política de la era Reagan «brutalmente realizada», mientras las corporaciones llevan a cabo una guerra literal y la policía se convierte en una entidad con fines de lucro. RoboCop, sin embargo, culpa a las drogas y al crimen del avance de la tecnología y la privatización de servicios públicos como los hospitales, las prisiones y la policía. Asimismo, la crítica a las actitudes de Reagan estaba en el guion, pero el director no entendía personalmente la política urbana como privatizar las cárceles, a la vez que consideraba que el fundador y presidente de la OCP es moralmente bueno, pero ignorante de las fechorías que ocurrían a su alrededor, lo que lo convierte en cómplice; le dio rasgos redentores para presentar un sentido de esperanza. Peter Weller mencionó que la economía de goteo propugnada por Reagan era una «mierda» que no funcionaba lo suficientemente rápido para los necesitados.
Por otro lado, Michael Robertson describió las rupturas mediáticas a lo largo de la película como críticas directas a las políticas neoliberales de Reagan, pues según dijo, el presidente de la OCP se inspiró en él, mientras que las políticas corporativas enfatizan la codicia y las ganancias sobre el individuo. Añadió que las fuerzas de seguridad están deliberadamente financiadas y la creación de RoboCop sirve para reemplazarlas; además, el personaje Dick Jones admite abiertamente que no importa si el ED-209 funciona, ya que tienen contratos para proporcionar repuestos durante años. Jon Davison mencionó que la película es políticamente liberal, pero la violencia la convirtió en «fascismo» para ellos. También demuestra una postura a favor del movimiento sindical, pues el jefe de policía se niega a hacer huelga al creer en la naturaleza esencial de su servicio, pero debido a fondos insuficientes y falta de personal el cuerpo finalmente lo hace. La OCP lo ve como una oportunidad para desarrollar más robots.

### Masculinidad y autoridad
Vince Mancini describe la década de 1980 como un período en el que los héroes cinematográficos parecían inequívocamente buenos, como se muestra en películas como Raiders of the Lost Ark (1981) y Back to the Future (1985), que «promovieron la vida suburbana, el materialismo y los villanos inquebrantables». Algunos filmes del decenio presentan el mensaje de que la autoridad es buena y se debe confiar en ella, pero RoboCop demuestra que quienes están al mando tienen fallos, y Detroit ha sido dividida por la codicia, el capitalismo y la mano de obra extranjera barata. Weller describió el filme como una evolución de los héroes heterosexuales de la década de 1940 como Gary Cooper o James Stewart, quienes «se quitaron la vida con honor», pero el público moderno «vitoreó a un oficial de policía mutilado que se vengó brutalmente».
Susan Jeffords escribió que RoboCop se encuentra entre las muchas películas de «cuerpos duros» de la década que retratan físicos «perfectos, fuertes y masculinos» que deben proteger a los «blandos, los ineficaces y los débiles». Añadió que RoboCop muestra su fuerza al eliminar el crimen y redimir la ciudad a través de la violencia, a la par que las balas rebotan inofensivamente en su armadura e incluso los intentos de atacar su entrepierna, un punto débil, solo lastiman al atacante, demostrando «la fuerza y masculinidad intransigentes necesarias para eliminar el crimen». Por su parte, el psicoanalista Darian Leader sostiene que se requiere la adición de algo antinatural a un cuerpo biológico para que sea verdaderamente masculino; el cuerpo de RoboCop incorpora tecnología, una suma simbólica que lo convierte en «más que un hombre promedio».

### Humanidad y muerte

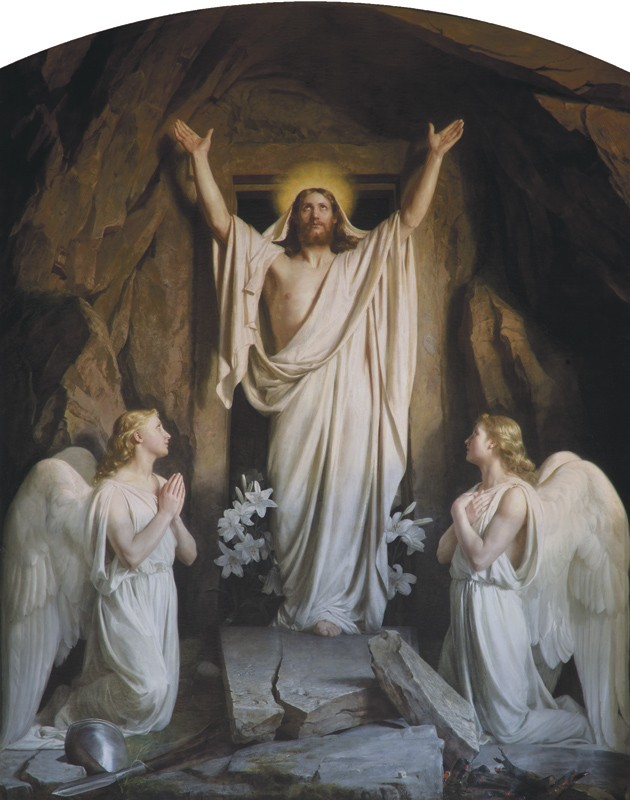
La Resurrección de Cristo (1881), de Carl Bloch. La transformación de Murphy en RoboCop es un análogo directo de la crucifixión y resurrección de Jesucristo.

Otro de los temas se centra en definir qué es la humanidad y cuánto de Murphy hay en RoboCop. Neumeier quería que el público cuestionara qué es «lo que queda» de Murphy y describió el viaje del personaje como uno para hacer frente a su transformación. Desde su puesto como oficial, Murphy trabaja para una corporación que insiste en que posee individuos basados en exenciones y que puede hacer con sus restos lo que desee. Aun así, hace lo correcto y se defiende de las órdenes de sus amos corporativos. A pesar de su apariencia inhumana, RoboCop tiene alma y experimenta miedos humanos, a la par que cuenta con una conciencia central que lo convierte en «más que una máquina». Brooks Landon argumenta que Murphy está muerto y mientras RoboCop recuerda su vida, él no es y nunca podrá ser Murphy, ni tampoco recuperar lo suficiente de su humanidad como para reunirse con su familia. Alternativamente, la personalidad de RoboCop es una nueva construcción formada parcialmente por fragmentos de Murphy, según Dale Bradley. Del mismo modo, el filósofo y psicoanalista Slavoj Žižek describe a Murphy como un hombre entre el deceso, que según todas las mediciones está muerto, pero que simultáneamente ha sido reanimado con piezas mecánicas. Además, dijo que a medida que recupera su humanidad, se transforma de su estado de impulso programado a su disposición anterior como un ser de deseo, lo que el esloveno llama a este regreso de los «muertos vivientes»: «Una fantasía fundamental de las masas, el deseo de evitar la muerte y vengarse de los vivos».
La muerte de Murphy es prolongada y violenta, con el objetivo de que la audiencia pueda imbuir a RoboCop con la humanidad que le quitaron las acciones de la pandilla de Boddicker y la OCP. Verhoeven consideró importante reconocer la oscuridad inherente de la humanidad para evitar la inevitable destrucción mutua, tras verse impactado por las experiencias de su niñez durante la Segunda Guerra Mundial, así como las acciones «inhumanas» que presenció. Creía que el concepto de «héroe inmaculado» murió después de la guerra, y los «héroes» posteriores tenían un «lado oscuro» que debían superar. Al describir la diferencia entre hacer películas en Europa y Estados Unidos, Verhoeven dijo que un RoboCop europeo exploraría los problemas espirituales y psicológicos de la condición del protagonista, y la versión estadounidense se centra en la venganza. También se impregnó de la mitología cristiana; la muerte de Murphy se conoce como la crucifixión de Jesús antes de su resurrección como RoboCop, un «Jesús estadounidense que camina sobre el agua en la acería y empuña una pistola». Asimismo, Verhoeven afirmó que no creía en la resurrección de Jesús, pero mencionó: «Puedo ver el valor de esa idea, la pureza de esa idea. Entonces, desde un punto de vista artístico, es absolutamente cierto». Cabe señalar que la escena en la que RoboCop regresa a la casa de Murphy ha sido descrita como encontrar el Edén o el paraíso por el propio director.
Brooks Landon reseñó la película como típica del género ciberpunk, ya que no trata al personaje RoboCop como mejor o peor que los humanos promedio, sino que es diferente. De forma similar, no trata este avance tecnológico como necesariamente negativo, pues es: «Un resultado inevitable de la progresión que cambiará nuestras vidas y comprensión de lo que significa ser humano». De esta manera, el protagonista es la encarnación de la lucha entre la humanidad y el entregarse a la tecnología. A su vez, Paul Sammon describió la escena en la que RoboCop dispara a varias botellas de comida para bebés como un símbolo de la relación que él y Lewis nunca podrán tener. Por su parte, Taylor declaró que la confrontación entre Morton y Jones en el baño de la OCP estuvo sexualizada.

## Reparto principal
El equipo de producción demoró entre seis y ocho meses en buscar un actor para interpretar a Alex Murphy/RoboCop. Entre los actores que se consideraron se encuentran Arnold Schwarzenegger, Michael Ironside, Rutger Hauer, Tom Berenger, Armand Assante, Keith Carradine y James Remar. El favorito de Orion era Schwarzengger, la estrella de su reciente éxito The Terminator (1984), pero se le rechazó debido a que su rostro casi no iba aparecer en la película y era muy musculoso como para ponerse el traje; se creía que se vería como el Hombre Michelin o Pillsbury Doughboy. Asimismo, varios se mostraron reacios porque su faz estaría en gran parte oculta por un casco. Davison dijo que Peter Weller era la única persona que quería estar en la película; su selección era favorable porque no cobraba tanto como otros actores similares y contaba con una base de fanáticos en el género de la ciencia ficción tras su actuación en The Adventures of Buckaroo Banzai Across the 8th Dimension (1984). También estaba en buen estado gracias al entrenamiento de artes marciales y la realización de maratones, y Verhoeven mencionó que «su mentón era muy bueno». Weller pasó meses trabajando con el mimo Moni Yakim, con quien desarrolló un «estilo de movimiento líquido con un staccato rígido» vistiendo un uniforme de fútbol americano con el objetivo de aproximarse al traje final, adicionalmente declaró que la principal razón que le llevó a elegir el papel en lugar de aparecer en King Kong Lives (1986) fue trabajar con Verhoeven.
En un principio se seleccionó a Stephanie Zimbalist como la compañera de Murphy, Anne Lewis, pero se retiró debido a obligaciones contractuales con la serie de televisión Remington Steele. Nancy Allen, finalmente elegida para el papel, pensó que el título de la película era terrible, aunque encontró el guion fascinante. A pesar de ser conocida por su largo cabello rubio, Verhoeven quería que se lo cortara para que el personaje no fuera sexualizado. De igual forma, Allen se capacitó en una academia de policías para desempeñar su función y buscó el consejo de su padre, teniente de policía. Por su parte, Verhoeven la animó a ganar más peso, lo que logró tras dejar de fumar, y actuar de forma masculina.
Kurtwood Smith hizo una audición tanto para el personaje Boddicker como para Jones. Conocido principalmente por su trabajo en televisión, no había tenido éxito cinematográfico, pero vio a RoboCop como una película de «serie B con potencial». Tenía un guion en el que usaba gafas para que se pareciera al oficial nazi Heinrich Himmler, aunque Smith no era consciente de esto e interpretó a un personaje que retrata un frente inteligente y militarista para ocultar, según él, ser un «capo de la droga burlón y sonriente». A Michael Ironside se le ofreció el papel, pero no quiso involucrarse en otro filme cargado de efectos especiales tras trabajar en Extreme Prejudice (1987).
Ronny Cox fue estereotipado al interpretar personajes generalmente agradables, pues dijo que esto daba la impresión de que no podía hacer papeles más masculinos. El director lo eligió como el villano Dick Jones y el actor relató que actuar como un antagonista era «un trillón de veces más divertido que interpretar a los buenos». Por otro lado, a pesar de que Miguel Ferrer no estaba seguro sobre si la película tendría éxito, se mostraba desesperado por trabajar y habría aceptado cualquier oferta. Ferrer interpretó el papel de presidente de la OCP, que está basado en el gerente de Music Corporation of America Lew Wasserman, a quien Neumiere consideraba un «individuo poderoso e intimidante». El guion del presentador de televisión Bixby Snyder se escribió a fin de ser una versión estadounidense del comediante británico Benny Hill. De esta forma, el reparto protagónico quedó conformado de la siguiente manera:
- Peter Weller como Alex Murphy/RoboCop: Un oficial de policía de Detroit asesinado en el cumplimiento del deber y revivido como un cíborg.[38]
- Nancy Allen como Anne Lewis: Una oficial de policía dura y leal.[50]
- Dan O'Herlihy como «The Old Man» («El viejo», en español): Director ejecutivo de la OCP.[51][52]
- Ronny Cox como Dick Jones: Vicepresidente de la OCP.[53]
- Kurtwood Smith como Clarence Boddicker: Jefe de una banda criminal aliada con Dick Jones.[38]
- Miguel Ferrer como Bob Morton: Un ambicioso ejecutivo de la OCP responsable del proyecto «RoboCop».[38][54]

Además del elenco principal, RoboCop contó con la participación de otros actores, como Paul McCrane —Emil Antonowsky—, Ray Wise —Leon Nash—, Jesse D. Goins —Joe Cox— y Calvin Jung —Steve Minh— en representación de los miembros de la banda de Boddicker. En la película también actuaron Robert DoQui como el sargento Reed y Felton Perry como Donald Johnson, empleado de la OCP. Mario Machado y Leeza Gibbons interpretaron a los presentadores de noticias Casey Wong y Jess Perkins, respectivamente. Por otro lado, Angie Bollings hizo de la mujer de Murphy, mientras que Jason Levine del hijo de ambos. Kevin Page interpretó al ejecutivo de la OCP, Kinney, quien es asesinado a tiros por el ED-209. El elenco también incluye a Michael Gregory como el teniente Hedgecock y a Lee de Broux como Sal. El director de la película, Paul Verhoeven, aparece como mecenas de un club nocturno, y el productor Jon Davison da la voz al ED-209.

## Producción

### Concepción y guion

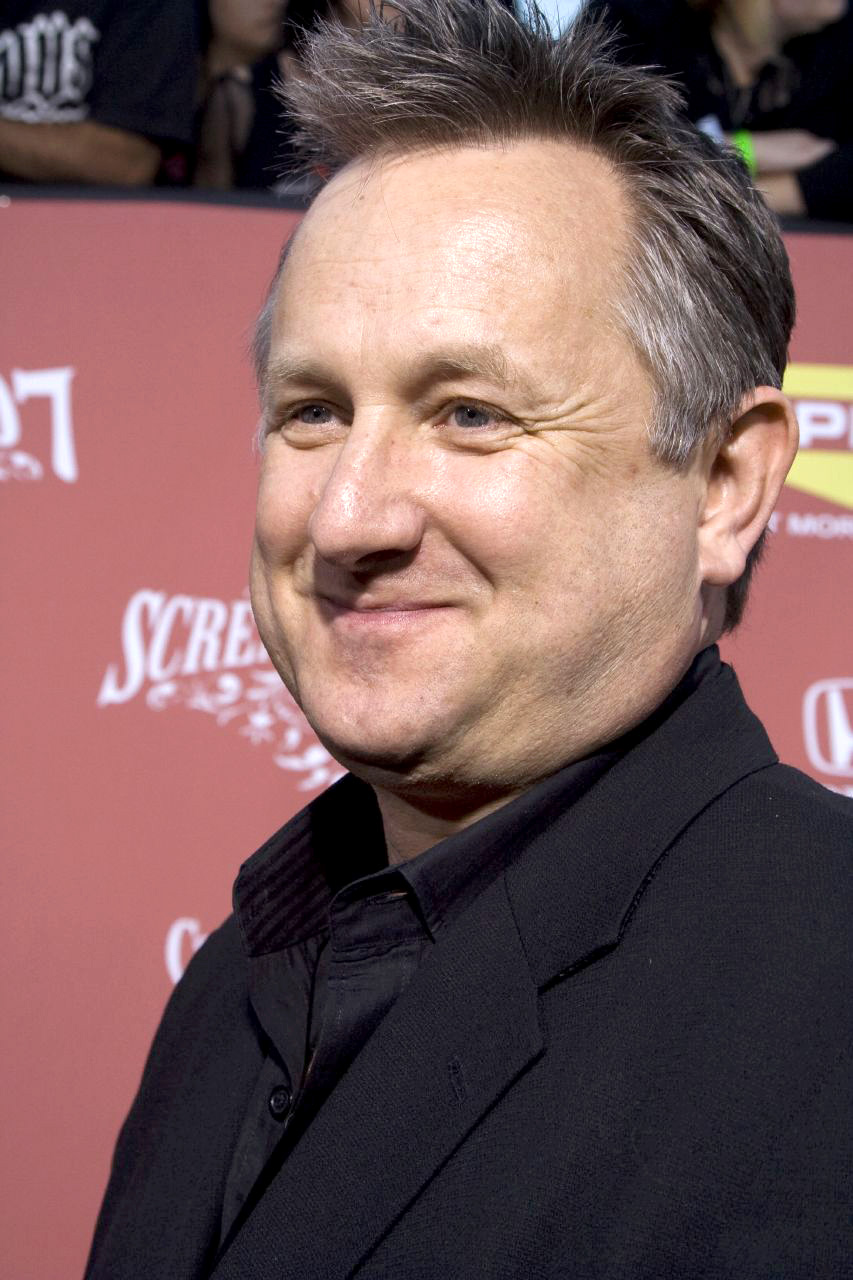
El guionista Edward Neumeier en 2007. Su interés por la ciencia ficción y su trabajo en Blade Runner (1982) le inspiraron para crear RoboCop.

El ejecutivo de Universal Pictures y aspirante a guionista Edward Neumeier concibió la idea de RoboCop a principios de la década de 1980. Fanático de los robots y de las películas de ciencia ficción —como la saga Star Wars— y acción, había desarrollado un interés por las historietas para adultos mientras investigaba cómo crear una adaptación. Por otro lado, se fijó en la producción del filme Blade Runner (1982), que estaba en rodaje detrás de su oficina, con el fin de aprender sobre cinematografía. Su trabajo allí le dio el concepto de RoboCop y pasó las siguientes noches escribiendo un esquema de cuarenta páginas; dijo: «Tuve esta visión de un mundo lejano, tipo Blade Runner, donde había un policía totalmente mecánico que llegaba a un sentido de inteligencia humana real».
Cuando revisaba presentaciones de guiones para Universal, encontró un video musical de rock con temática robótica del novato director Michael Miner, con el que se reunió y discutió sus conceptos similares. Por su parte, en una entrevista realizada en 2014, Miner dijo que también tenía una idea llamada «SuperCop». Ambos formaron una sociedad de trabajo que pasó aproximadamente dos meses discutiendo la idea, más dos o tres escribiendo juntos durante las noches y los fines de semana a la vez que tenían sus trabajos habituales. Dado que sus colaboraciones inicialmente eran difíciles, pues no se conocían bien, tuvieron que aprender a criticarse de manera constructiva.
Entre fuentes como los cómics y sus experiencias personales, Neumeier se sintió influenciado para matar a su personaje principal desde el principio, como sucede en Psicosis (1960), película en la que la heroína fenece en el primer acto. Adicionalmente, Neumeier quería satirizar la cultura empresarial de la década de 1980, con hincapié en la creciente agresión de los servicios financieros estadounidenses en respuesta a la ascendente influencia de Japón; se ayudó del tratado El libro de los cinco anillos. También creía que el declive de la industria automotriz de Detroit se debía al aumento de la burocracia, a la par que el mal funcionamiento del ED-209 en la sala de juntas de la OCP se basó en sus ensueños en la oficina sobre un robot que irrumpe en una reunión y mata a todos. Miner describió la película como un «alivio cómico para un tiempo cínico», en reacción a la presidencia de Ronald Reagan: «Milton Friedman y los Chicago Boys [que] saquearon el mundo, gracias a Reagan y la Agencia Central de Inteligencia. Entonces, cuando tienes a este policía que trabaja para una corporación que insiste en “Yo soy tu dueño” y todavía hace lo correcto, ese es el núcleo de la película». Finalmente, tanto Neumeier como Miner idearon las pausas mediáticas y en diciembre de 1984 completaron un guion especulativo.

### Desarrollo

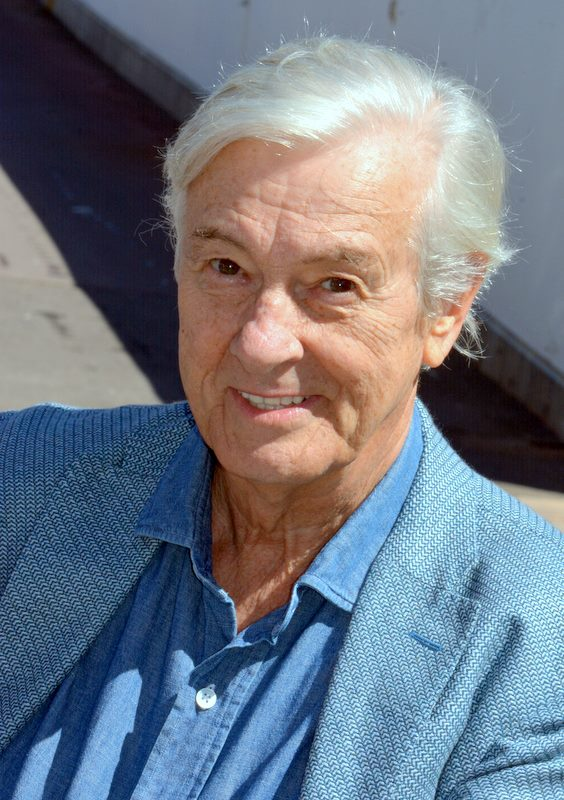
Paul Verhoeven en 2016.

El guion, titulado «RoboCop: The Future of Law Enforcement», se entregó a socios comerciales, y un mes después, la pareja recibió dos ofertas: una de Atlantic Releasing y otra del director Jonathan Kaplan y el productor Jon Davison, ambos de Orion Pictures. Davison, con experiencia en cine de explotación y películas de serie B como la parodia Airplane! (1980), dijo que se sintió atraído por la sátira del guion, a la par que les mostró a los guionistas varias películas como Madigan (1968), Harry el Sucio (1971) y Mad Max 2 (1981), con el fin de exponer el tono que deseaba. Posteriormente, Orion dio luz verde al proyecto y Neumeier y Miner comenzaron un segundo borrador.
Davison produjo la película a través de Tobor Pictures, a la vez que Neumeier y Miner recibieron algunos miles de dólares por los derechos del guion, así como 25 000 USD cada uno por la reescritura. Los contactos de Davison con titiriteros, animadores y diseñadores de efectos prácticos fueron esenciales para Verhoeven, quien no tenía experiencia previa con ellos. De manera adicional, se mantuvo una discusión entre los productores acerca de cambiar el escenario de Detroit, pero Neumeier insistió en su importancia debido a la falla de su industria automotriz. Los ejecutivos de Orion sugirieron conectar a Clarence Boddicker y Dick Jones, ya que no estaban relacionados en el guion. Por su parte, Kaplan se salió del proyecto para dirigir Proyecto X (1987), y encontrar su reemplazo tomó seis meses, ya que muchos prospectos lo rechazaron debido al título. Miner, quien declinó dirigir Deadly Weapon (1989), solicitó el papel, pero Orion se negó a confiar un proyecto de 7 millones USD a un director no probado, por lo que el puesto se le ofreció a David Cronenberg, Alex Cox y Monte Hellman; este último se incorporó como director de la segunda unidad. Barbara Boyle, ejecutiva de Orion, sugirió a Paul Verhoeven, que había recibido elogios por su trabajo en Soldaat van Oranje (1977) y en su única película en inglés, Flesh and Blood (1985).
Verhoeven miró la primera página del guion y lo descartó, calificándolo de «pedazo de mierda», lo que paralizó el proyecto. Para hacerle cambiar de opinión, Boyle le envió  otra copia, con la sugerencia de que prestara atención al subtexto y, aunque no estaba interesado hasta que su esposa Martine lo leyó y le animó a darle una oportunidad, dijo que no había visto el «alma» de la historia sobre alguien que perdió su identidad. Verhoeven, que no hablaba inglés con fluidez, admitió que la sátira no tenía sentido para él, así como que la escena en la que RoboCop regresa a la casa abandonada de Murphy y experimenta recuerdos persistentes de su vida anterior le llamó la atención.
Davison, Neumeier y Verhoeven discutieron el proyecto en Mansion House, en Culver Studios. A su vez, Verhoeven quería dirigirla como una película seria, y para explicar el tono que deseaban, Neumeier le regaló libros que incluían historietas de 2000 AD y su personaje Judge Dredd. Neumeier y Miner escribieron un tercer borrador basado en las solicitudes de Verhoeven, trabajando a través de las lesiones y las altas horas de la noche; esta revisión de noventa y dos páginas tenía una trama secundaria entre Murphy y Lewis. Después de leerlo, Verhoeven admitió que estaba equivocado y volvió al segundo borrador, apuntando a un tono tipo cómic.

### Rodaje

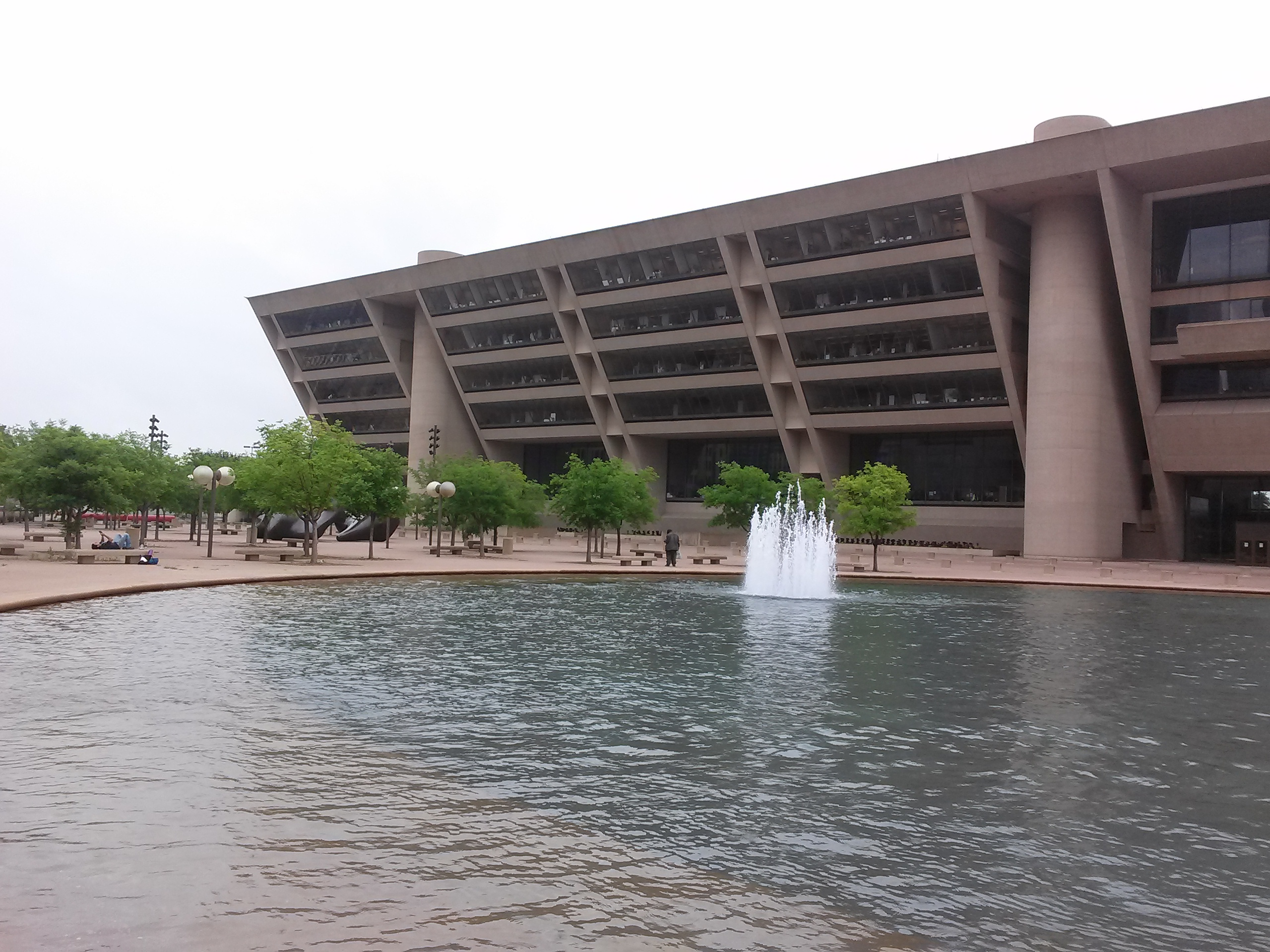
El Ayuntamiento de Dallas aparece como el exterior de la sede de la OCP; se utilizaron pinturas mate para que pareciera más alto.

El rodaje comenzó el 6 de agosto de 1986, con un presupuesto de 11 millones USD. El director de fotografía Jost Vacano había trabajado anteriormente con Verhoeven en Soldaat van Oranje, a la par que el director quería al diseñador de producción de Blade Runner, Lawrence G. Paull, pero Davison dijo que tenía que elegir entre un gran modista o un gran vestuario; se contractó a William Sandell. Por otro lado, Monte Hellman dirigió varias escenas de acción.
La filmación se llevó a cabo casi en su totalidad en Dallas, con grabaciones adicionales en Pittsburgh (Pensilvania) y Las Colinas. Verhoeven quería un lugar de rodaje moderno que pareciera un futuro cercano, por lo que se descartó Detroit al tener muchos edificios bajos, sin rasgos distintivos e indistintos. Neumeier dijo que también era una «ciudad sindical», lo que hacía más caro filmar allí. A pesar de todo, Detroit hace una breve aparición en las imágenes de archivo mostradas durante el estreno de la película. También se descartó Chicago por razones estéticas, Nueva York por altos costos y California porque, según Davison, Orion quería distanciarse de su sede. Se eligió Dallas sobre Houston, pues ofrecía edificios modernos y áreas más antiguas, así como menos mantenidas, con el objetivo de poder usar explosivos. El calendario de rodaje era de nueve semanas, pero pronto quedó claro que iba a llevar más tiempo, al mismo tiempo que Orion aprobó extender el cronograma y aumentar el presupuesto a 13,1 millones USD. El clima durante la filmación fluctuó: el de Pittsburgh era frío, a la par que el verano de Dallas era de 32 a 46 °C.
El disfraz de RoboCop no se terminó hasta que comenzó el rodaje, lo que no afectó el calendario de filmación, pero le negó a Weller el mes de ensayo de vestuario que esperaba. El actor se sintió frustrado con el traje, pues le resultaba demasiado incómodo moverse como había practicado; pasó horas tratando de adaptarse. También le costó ver a través de la fina visera del casco e interactuar o agarrar con guantes. Se peleó con Verhoeven y finalmente fue despedido, con Lance Henriksen considerado como reemplazo, aunque debido a que el traje se construyó para Weller, se hicieron esfuerzos para enmendar su relación con el director. Yakim ayudó a Weller a desarrollar un estilo de movimiento más lento y deliberado, mientras que la experiencia del actor se vio agravada por el clima cálido, lo que le hizo perder hasta 1,4 kg de sudor por día. Comenzó a tomar medicamentos recetados para hacer frente al insomnio inducido por el estrés, por lo que filmó escenas «bajo la influencia».
Verhoeven solía coreografiar escenas junto con los actores antes de filmar. Aun así, se fomentó la improvisación porque creía que podía generar resultados interesantes, a la vez que Smith repentizó ritmos de personajes como pegar un chicle en un escritorio o escupir sangre; dijo: «“¿Qué pasa si escupo sangre en el escritorio?” [Verhoeven] puso esta pequeña sonrisa en su rostro, y lo hicimos». El coproductor Neumeier estuvo en el set durante la filmación y se inspiró para escribir escenas adicionales, incluida una Nochevieja después de notar algunos adornos de sombreros de fiesta, así como una noticia sobre la falla de la plataforma de la Iniciativa de Defensa Estratégica. Verhoeven encontró la presencia de Neumeier invaluable, pues ambos podían discutir cómo adaptar el guion o la ubicación para hacer que una escena funcionara. El director se ganó la reputación de ser agresivo y comportarse de forma poco sociable durante el rodaje, aunque Smith explicó que nunca les gritaba a los actores, además de que estaba demasiado absorto en la filmación como para ser social, a la par que Cox y Allen hablaron con cariño de él. Weller debía ser referido solo como «Murphy» o «Robo» y por ello Smith dudaba en hablarle, si bien desarrollaron una amistad y se ignoró la regla. Weller pasó su tiempo entre filmaciones con los actores que interpretaron a sus enemigos, incluidos Smith, Ray Wise y Calvin Jung, quienes mantuvieron estilos de vida saludables que apoyaron a Weller con el entrenamiento para el Maratón de Nueva York.

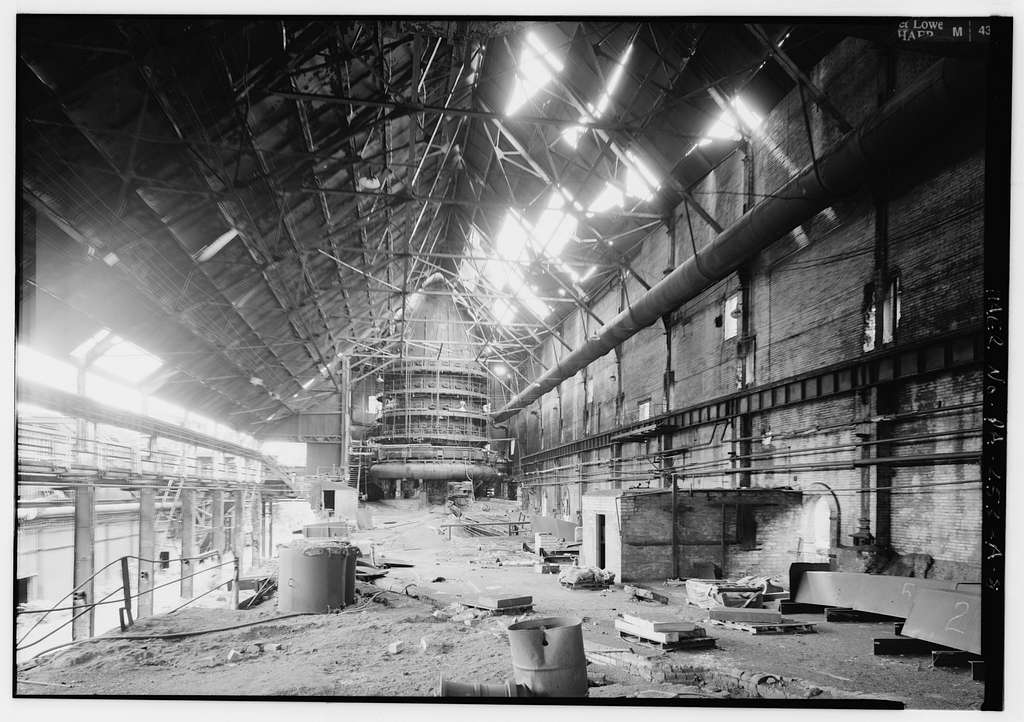
Una acería en Pensilvania (en la imagen) sirvió para la batalla final entre RoboCop y Clarence Boddicker.

En la producción se utilizaron muchas ubicaciones en Dallas y sus alrededores, como la oficina en la Renaissance Tower, usada para el interior de la OCP, o el exterior, que es el Ayuntamiento de Dallas (modificado con pinturas mate para parecer más alto). Por otro lado, el ascensor del edificio se filmó dentro de la Plaza de las Américas, mientras que la estación de policía de Detroit es una combinación del colegio Crozier Tech High School (exterior) y Sons of Hermann (interior), a la par que el ayuntamiento es el Edificio Municipal de Dallas. A su vez, en el vecindario de Deep Ellum se filmaron escenas de la pandilla de Boddicker haciendo explotar escaparates. Un estallido resultó más grande de lo previsto, por lo que los actores tuvieron que apartarse; Smith se quitó el abrigo porque estaba en llamas. Los actores involucrados recibieron un pago adicional de 400 dólares por acrobacias. La gasolinera de la corporación Shell que explota estaba ubicada en el distrito de Artes de Dallas. Cabe mencionar que los lugareños no estaban al tanto de la filmación e hicieron llamadas al departamento de bomberos. Para la escena se modificó el letrero para que dijera «Hell» —«Infierno», en español—; Davison lo aprobó, pero no aparece en la película, lo que para Miner se trató de una omisión decepcionante. La discoteca es el antiguo Starck Club, donde se filmó a Verhoeven mientras se demostraba cómo los intérpretes debían bailar. Otras ubicaciones de Dallas incluyen el César Chávez Boulevard, el Reunion Arena y el aparcamiento The Crescent. Por otro lado, la batalla final entre RoboCop y la banda de Boddicker se filmó en una acería de Monessen, en las afueras de Pittsburgh. El rodaje concluyó a finales de octubre de 1986.

### Efectos especiales

Armadura de RoboCop.

El equipo de efectos especiales, dirigido por Rob Bottin, incluía a Phil Tippett, Stephan Dupuis, Bart Mixon y Craig Davies, entre otros. Los efectos se hicieron excesivamente violentos a petición de Verhoeven, ya que creía que estos hacían las escenas más divertidas. Comparó la brutalidad de la muerte de Murphy con la crucifixión de Jesús y ofreció un método eficaz para generar simpatía por Murphy, pues la audiencia no llegó a conocerlo bien de antemano. La escena se filmó en una planta de ensamblaje de automóviles abandonada en Long Beach (California), en un lugar elevado que permitió a los operadores controlar aspectos desde abajo. Para mostrar que Murphy es desmantelado por disparos, se moldearon brazos protésicos en alginato y se llenaron con tubos que podían bombear sangre artificial y aire comprimido. De igual manera, sujeta a los hombros de Weller con velcro, se fabricó la mano izquierda con el objetivo de explotar de una manera predecible; tres operadores la controlaron. Un alambre monofilamento arrancó el brazo derecho del cuerpo de Weller, mientras que se utilizó una réplica detallada y articulada de la parte superior del cuerpo de Weller para representar la escena en la que Boddicker dispara a Murphy en la cabeza. Se hizo un molde de la cara de Weller con espuma de látex que después se horneó para ser gomosa y parecida a la carne; se colocó sobre un cráneo de fibra de vidrio que contenía una traca y una carga explosiva. La cabeza articulada estaba controlada por cuatro titiriteros y detallada con sudor, sangre y un motor de ventilador adherido al cuerpo lo hacía vibrar como si temblara de miedo, a la par que la carga en el cráneo se conectó mediante un cable al gatillo del arma para sincronizar el efecto.
La mutación de fusión de Emil se inspiró en la película de ciencia ficción The Incredible Melting Man (1977). Por su parte, Bottin diseñó y fabricó las prótesis de Emil, a la vez que creó un casco de látex de espuma y guantes a juego, dando la apariencia de que su piel se derrite «de sus huesos como malvavisco». Se aplicó una pieza, con mayor degradación, sobre otra; Dupuis pintó cada una de manera diferente para enfatizar su dolencia. Las prótesis se aplicaron a un maniquí articulado para mostrar a Emil siendo golpeado por el automóvil de Boddicker. La cabeza se aflojó para que saliera volando y, por casualidad, rodó sobre el capó del automóvil, mientras que el efecto se completó con el cuerpo licuado de Emil (pollo crudo, sopa y salsa) bañando el parabrisas. El mismo muñeco sustituyó a RoboCop en el momento en que es aplastado por varias vigas de acero (madera pintada). Por su parte, Verhoeven quería que RoboCop matara a Boddicker apuñalándolo en el ojo, pero se creía que el esfuerzo para crear el efecto sería en vano porque probablemente sería censurado.
Para la caída de Dick Jones se usó una marioneta animada por Rocco Gioffre, y el tiempo de desarrollo limitado significó que este utilizara una de goma espuma con un esqueleto de aluminio en lugar de una versión articulada de mayor calidad. El asesinato del ED-209 de un ejecutivo de la OCP —Kevin Page— tardo tres días en tomarse, de manera que el cuerpo de Page estaba cubierto de 200 chorros de sangre, aunque Verhoeven no estaba contento con el resultado y trajo al actor meses después para volver a filmarlo en una recreación de la sala de juntas construida en un estudio. Page estaba cubierto con más de 200 tracas, además de bolsas de plástico y sangre falsa, y describió sentir un dolor intenso, pues «cada detonación de un petardo se sentía como un puñetazo». En la escena del almacén de cocaína, el doble de Boddicker se arrojó a través de paneles de vidrio reales equipados con un cordón detonante para romper microsegundos antes de golpear. De igual manera, para crear la apariencia de las balas rebotando se usaron cápsulas de gelatina llenas de aserrín y un compuesto brillante disparados a través de una pistola de aire comprimido.

### RoboCop
Bottin tuvo la tarea de diseñar el traje de RoboCop, para lo que investigó al personaje de Star Wars C-3PO, observando que su ropaje rígido dificultaba las escenas de movimiento y acción. De igual forma, se vio influenciado por los diseños de robots presentes en Metrópolis (1927) y The Day the Earth Stood Still (1951), así como de superhéroes de historietas. Desarrolló alrededor de cincuenta diseños diferentes basados en los comentarios de Verhoeven, quien presionó por un personaje lo más parecido a una máquina. El director admitió que tenía expectativas poco realistas tras leer mangas de ciencia ficción y le tomó demasiado tiempo darse cuenta, lo que contribuyó a la demora del vestuario.
El traje de RoboCop no tenía precedentes, y tanto el diseño como la construcción excedieron el costo y el cronograma. Por otro lado, se necesitaron seis meses para construirlo, con la utilización de látex de espuma flexible, poliuretano semirrígido o completamente rígido y un casco de fibra de vidrio. A su vez, las secciones móviles se unieron con cojinetes de bolas y de aluminio, mientras que la totalidad del traje se sostuvo gracias a un arnés interno de ganchos, lo que permitió movimientos intensos de acción. Se confeccionaron siete disfraces de 11 a 36 kg, incluida una versión ignífuga, además de un traje para transmitir daños sostenidos. La pistola de RoboCop, la Auto-9, es una Beretta 93R con un cañón extendido y una empuñadura más grande, todo ello modificado para disparar balas de fogueo; asimismo, se cortaron conductos de ventilación a los lados para crear un fuego multidireccional con cada ráfaga de tres disparos.

### ED-209
Tippett creó varios bocetos preliminares del ED-209 para presupuestar su desarrollo y contrató a Davies para diseñar el modelo a escala real, construido junto con Paula Luchessi. Verhoeven quería que pareciera malo y creía que los primeros diseños de Davies, quien se sintió influenciado por las orcas y un LTV A-7 Corsair II de la Fuerza Aérea de los Estados Unidos, carecían de una estética «asesina». Abordó el diseño con la estética estadounidense moderna y la política corporativa, ya que creía que priorizaba el aspecto sobre la funcionalidad, incluidos los componentes excesivos y poco prácticos. En otro orden de cosas, no agregó ojos porque harían que el ED-209 se viera más comprensivo. El modelo de fibra de vidrio totalmente articulado, con una altura de 2,1 metros y un peso de 140 a 230 kg, tardó cuatro meses en construirse y costó 25 000 USD. Las semanas de trabajo de cien horas pasaron factura y Davies hizo que los pies del ED-209 tuvieran pocos detalles, ya que creía que no iban a ser mostrados en la película. Asimismo, el modelo se utilizó posteriormente en giras promocionales.
Davies pasó otros cuatro meses construyendo dos réplicas en miniatura de 30 cm para la animación en volumen, que permitieron filmar escenas simultáneamente, lo que ahorró tiempo para completar las cincuenta y cinco tomas necesarias en tres meses. Tippett dirigió la animación del ED-209, junto con Randal M. Dutra y Harry Walton. Por otro lado, concibió su movimiento como «no animal», como si estuviera constantemente a punto de caerse antes de engancharse. Para completar el personaje, se le dio el rugido de un leopardo, a la par que Davison proporcionó una voz superpuesta para el ED-209, la cual se mantuvo en la película.

### Diseño

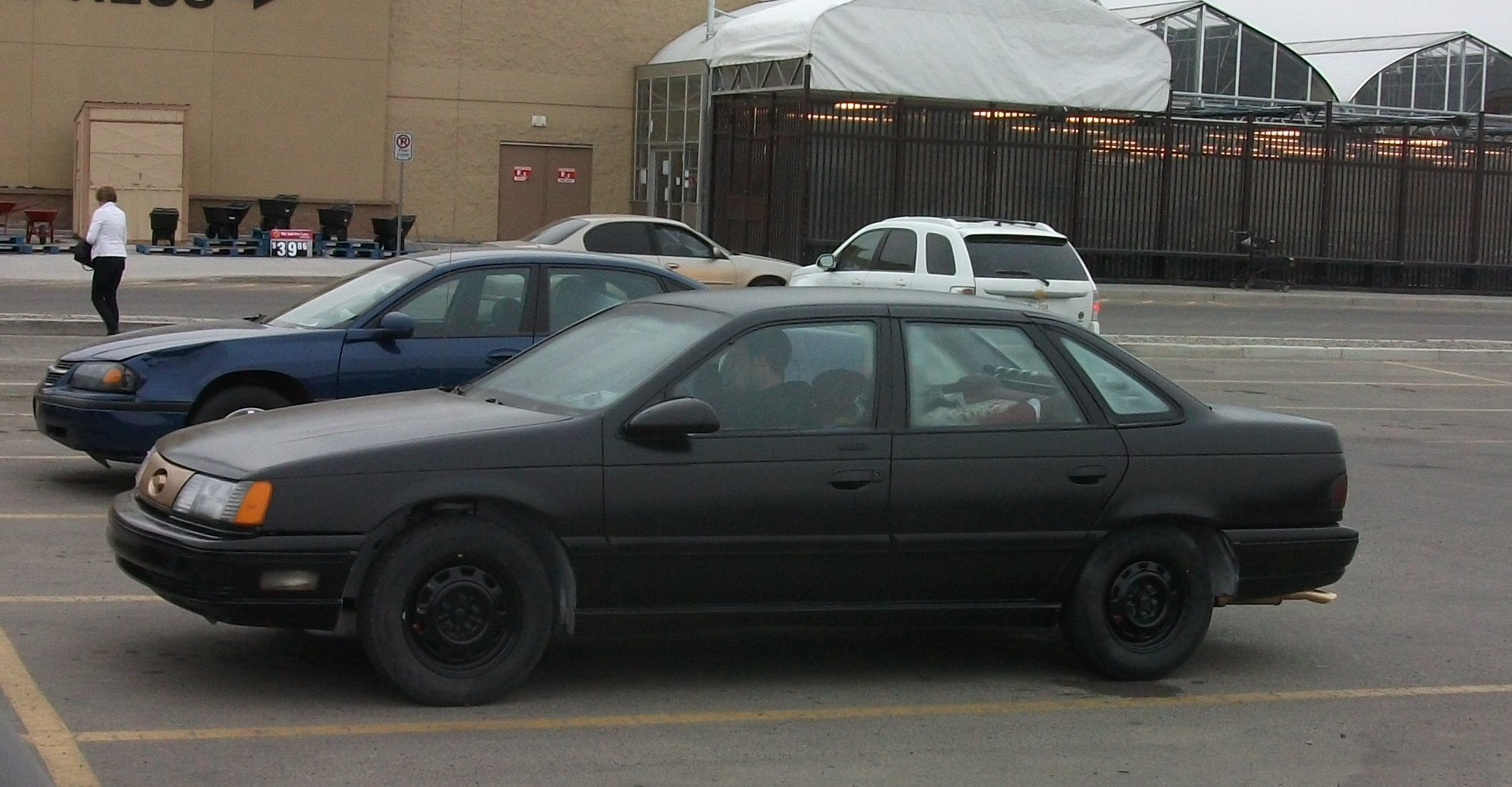
Ford Taurus similar al utilizado en la película.

Los coches de policía son modelos Ford Taurus de 1986 pintados de negro, con los interiores personalizados con pantallas gráficas para fotografías policiales, huellas dactilares y otra información relacionada. El 6000 SUX es un Oldsmobile Cutlass Supreme modificado por la empresa Gene Winfield y basado en un diseño de Chip Foose. Se fabricaron dos carros en funcionamiento y un tercero no funcional, el cual se voló. Por otro lado, el comercial del 6000 SUX presenta un dinosaurio de plastilina animado por Don Waller e instruido por Steve Chiodo.
La película contiene siete efectos mate pintados principalmente por Gioffre, cada uno coloreado sobre masonita. Gioffre supervisó la filmación en el lugar para enmascarar la cámara donde se insertó el mate y relató que tuvo que salir gateando desde una repisa de cinco pisos para obtener la toma correcta de la Plaza de las Américas. Por su parte, Peter Kuran, el supervisor de efectos fotográficos especiales, desarrolló el logotipo de acero bruñido tras basarse en un boceto en blanco y negro de Orion; creó una versión en mate ampliada y la retroiluminó. Posteriormente, se hizo una segunda pasada con una hoja de aluminio detrás para crear un detalle reflectante. La visión de RoboCop se produjo utilizando cientos de líneas de tinta en acetato compuestas sobre metraje existente, para lo que se hicieron varios intentos para evitar que parecieran demasiado gruesas o delgadas. Suponiendo que la fotografía termográfica sería costosa, Kuran replicó la visión térmica utilizando actores con medias corporales pintadas con colores térmicos y filmó la escena con un filtro polarizador. Asimismo, el modelo de sala de juntas de la OCP de Delta City se realizó bajo la supervisión de la directora de arte Gayle Simon.

### Posproducción y música
Orion aprobó un aumento adicional de 600 mil USD para la postproducción y la banda sonora, lo que dejó el presupuesto en 13,7 millones USD. Frank J. Urioste se desempeñó como editor de la película, mientras que se filmaron varias escenas durante esta fase, incluida la muerte de Murphy, RoboCop quitándose el casco y tomas de la pistolera de su pierna. Después de la escena de la sala de juntas de la OCP en la que RoboCop se hace llamar Murphy, otra parte reveló que Lewis estaba viva en un hospital, antes de finalmente mostrar a RoboCop patrullando, por lo que al esta última atenuar el sentimiento triunfal de la primera, se eliminó. Verhoeven quería que las pausas mediáticas dentro de la película interrumpieran abruptamente la narrativa y perturbaran al espectador, así como se sintió influenciado por el arte de Piet Mondrian, que presenta líneas negras marcadas que separan cuadrados de colores. Por su parte, Peter Conn dirigió muchos de los cortes de medios excepto «TJ Lazer», dirigido por Neumeier.

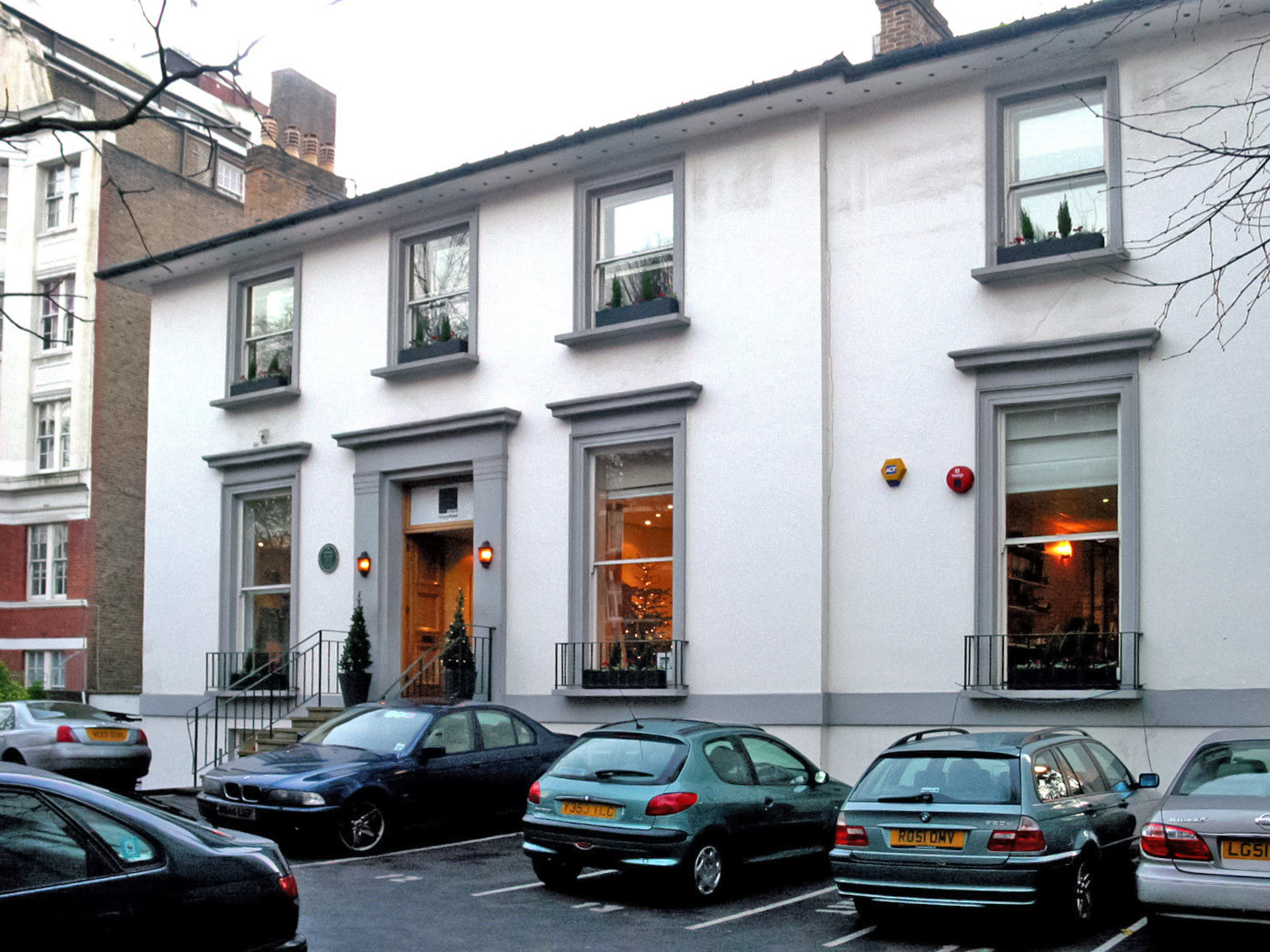
Entrada de Abbey Road Studios, donde se grabó la banda sonora.

Su contenido violento dificultó que recibiera una calificación R —para mayores de 17 años a menos que estén acompañados por un adulto— por parte de la Motion Picture Association (MPA), por lo que obtuvo la apreciación restrictiva X, lo que significa que solo puede ser vista por personas mayores de 17 años. Aunque algunos informes sugieren que se le negó una calificación R hasta once veces, Verhoeven dijo que en realidad eran ocho. La MPA se opuso a varias escenas, incluida la muerte de Murphy y el ED-209 disparando a un ejecutivo, debido a lo cual los actos violentos se acortaron y se agregaron pausas para ayudar a aligerar el tono. La MPA también se mostró contraria a una escena en la que Emil es desintegrado por el automóvil de Boddicker, pero Verhoeven, Davison y Orion se negaron a quitarla porque constantemente recibía las mayores risas durante las proyecciones de prueba. El director hizo que la violencia pasara por cómica y surrealista, y creía que los cortes hacían que las escenas parecieran más violentas. Este comentó que sus hijos pequeños se rieron del corte con clasificación X, y al público le hizo menos gracia la versión R, además de decir que a la gente «le encanta ver violencia y cosas horribles». La película se estrenó en el Reino Unido sin cortes; la tabla de clasificación indicaba el exceso cómico de la violencia y la clara línea divisoria entre el héroe y los villanos lo justificaba. De igual manera, la versión completa de RoboCop tiene una duración de 103 minutos.
Basil Poledouris proporcionó la banda sonora, después de haber trabajado anteriormente con Verhoeven en Flesh and Blood. La partitura combina sintetizadores y música orquestal para reflejar la naturaleza cíborg de RoboCop, mientras que la Sinfonía de Londres se encargó de interpretarla en los Abbey Road Studios.
| RoboCop (Original Motion Picture Soundtrack) |                        |          |  |
| N.º                                          | Título                 | Duración |  |
| 1.                                           | «Main title»           | 0:39     |  |
| 2.                                           | «Van chase»            | 4:51     |  |
| 3.                                           | «Murphy's death»       | 2:38     |  |
| 4.                                           | «Rock shop»            | 3:45     |  |
| 5.                                           | «Home»                 | 4:15     |  |
| 6.                                           | «Robo vs. ED-209»      | 2:07     |  |
| 7.                                           | «The dream»            | 3:07     |  |
| 8.                                           | «Across the board»     | 1:51     |  |
| 9.                                           | «Betrayal»             | 2:19     |  |
| 10.                                          | «Clarence frags Bob»   | 1:45     |  |
| 11.                                          | «Care package»         | 2:10     |  |
| 12.                                          | «Robo drives to Jones» | 1:47     |  |
| 13.                                          | «We killed you»        | 1:45     |  |
| 14.                                          | «Directive IV»         | 1:04     |  |
| 15.                                          | «Showdown»             | 5:24     |  |
| 16.                                          | «Have a heart»         | 0:32     |  |
| 17.                                          | «OCP monitors»         | 1:18     |  |
| 18.                                          | «Nuke 'em»             | 0:27     |  |
| 19.                                          | «Big is better»        | 0:27     |  |
| 42:11                                        |                        |          |  |

### Doblaje en español

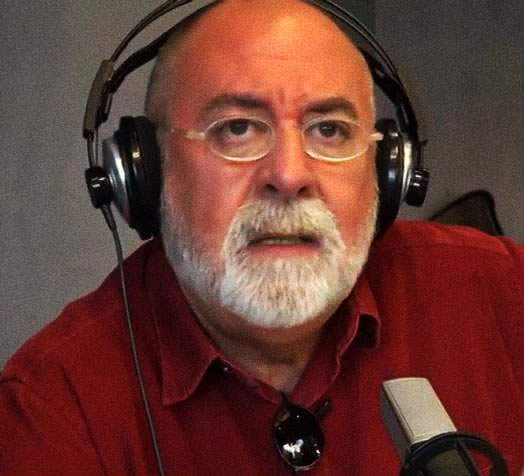
Salvador Vidal en 2015

Con el objetivo de adaptarse a los numerosos países de habla hispana, se realizaron dos doblajes: uno en España y otro en Hispanoamérica. En el primer caso, Pepe Mediavilla se encargó de llevar a cabo la dirección y el proceso se realizó en los estudios Sonoblok, ubicados en Barcelona. Para el caso de los países hispanoamericanos, el doblaje se realizó en los estudios de la empresa SISSA, situados en México, bajo la dirección de Eduardo Giaccardi.
En relación con los actores de doblaje, en el español participaron Salvador Vidal —Alex Murphy/RoboCop—, María Luisa Solá —Anne Lewis—, Camilo García —Dick Jones—, Ricardo Solans —Clarence Boddicker—, Manolo García —Bob Morton—, Luis Posada Mendoza —presidente de la OCP—, Juan Fernández —Donald Johnson— y Mediavilla —sargento Warren Reed—.
Por su parte, para el doblaje mexicano colaboraron Héctor Reynoso —Alex Murphy/RoboCop—, Cynthia Alfonzo —Anne Lewis—, Alejandro Villeli —Dick Jones—, Raul de la Fuente —Clarence Boddicker—, Humberto Vélez —Bob Morton—, Juan Domingo Méndez —presidente de la OCP—, Giaccardi —Donald Johnson— y Esteban Siller —Warren Reed—.

## Lanzamiento

### Contexto y estreno
Los expertos de la industria del cine se mostraron optimistas sobre el periodo junio-septiembre de 1987, a la par que la temporada se centró en películas de géneros como la ciencia ficción, terror y fantasía, los cuales demostraron generar ingresos. Más películas estaban dirigidas al público adulto (mayores de 25 años), como Roxanne, Full Metal Jacket y The Untouchables, con el objetivo de atraer audiencias ignoradas en años anteriores por filmes centrados en adolescentes. Se predijo que la comedia de acción Beverly Hills Cop II dominaría los cines, pero también se esperaba que muchas otras películas tuvieran un buen desempeño, incluida la aventura de acción Ishtar, las comedias Harry and the Hendersons, ¿Quién es esa chica? y Spaceballs, la película de acción Depredador y secuelas que incluyen Superman IV y el filme de James Bond, The Living Daylights. La prensa vaticinó que RoboCop sería un «gran éxito» junto con el musical La Bamba, y recibió comentarios positivos antes de su lanzamiento, además de una proyección industrial positiva y múltiples exhibiciones previas al estreno que demostraron la confianza del estudio en la película.
El estreno oficial se produjo el 17 de julio de 1987 en Canadá y Estados Unidos, mientras que el día 10, una semana antes, se hizo un avance en 711 cines. Asimismo, antes de ser editada, se enviaron copias preliminares a varios críticos de cine, según informó Los Angeles Times. En España se visionó en la vigésima edición del Festival de Cine de Sitges, celebrada del 2 al 11 de octubre de 1987 en Barcelona. A los cines españoles llegó el 15 de diciembre de 1987, mientras que en otros países de habla hispana como Argentina, Colombia y Uruguay se estrenó el 17 de septiembre, 16 de diciembre y 25 de diciembre de 1987, respectivamente. En México debutó el 15 de enero de 1988, y en Perú el 31 de marzo del mismo año. Se trata de la quinta producción de Orion Pictures que se estrenó en 1987, tras Días de radio (30 de enero), Fabricando al hombre perfecto (3 de abril), Malone (1 de mayo) y Los creyentes (10 de junio). Por otro lado, sus fechas de estreno a nivel mundial fueron las siguientes:
| País                  | Fecha de estreno                                                     |
| --------------------- | -------------------------------------------------------------------- |
| Canadá Estados Unidos | 17 de julio de 1987                                                  |
| Argentina Australia   | 17 de septiembre de 1987                                             |
| España                | octubre de 1987 (Festival de Cine de Sitges) 15 de diciembre de 1987 |
| Italia                | octubre de 1987 (Sorrento Film Festival) 30 de octubre de 1987       |
| Brasil                | 2 de octubre de 1987 (estreno limitado) 8 de octubre de 1987         |
| Países Bajos          | 8 de octubre de 1987                                                 |
| Portugal              | 23 de octubre de 1987                                                |
| Reino Unido           | noviembre de 1987 (Festival de Cine de Londres) 5 de febrero de 1988 |
| Islandia              | 3 de noviembre de 1987                                               |
| Colombia              | 16 de diciembre de 1987                                              |
| Hong Kong             | 24 de diciembre de 1987                                              |

| País                  | Fecha de estreno                                                           |
| --------------------- | -------------------------------------------------------------------------- |
| Corea del Sur Uruguay | 25 de diciembre de 1987                                                    |
| Francia               | enero de 1988 (Festival de cine fantástico de Avoriaz) 20 de enero de 1988 |
| Alemania Occidental   | 7 de enero de 1988                                                         |
| Austria               | 8 de enero de 1988                                                         |
| México Suecia         | 15 de enero de 1988                                                        |
| Japón                 | 11 de febrero de 1988                                                      |
| Irlanda               | 12 de febrero de 1988                                                      |
| Taiwán                | 13 de febrero de 1988                                                      |
| Dinamarca             | 4 de marzo de 1988                                                         |
| Perú                  | 31 de marzo de 1988                                                        |
| Finlandia             | 6 de mayo de 1988                                                          |
| Egipto India          | 30 de septiembre de 1988                                                   |
| Turquía               | diciembre de 1988                                                          |

### Mercadotecnia

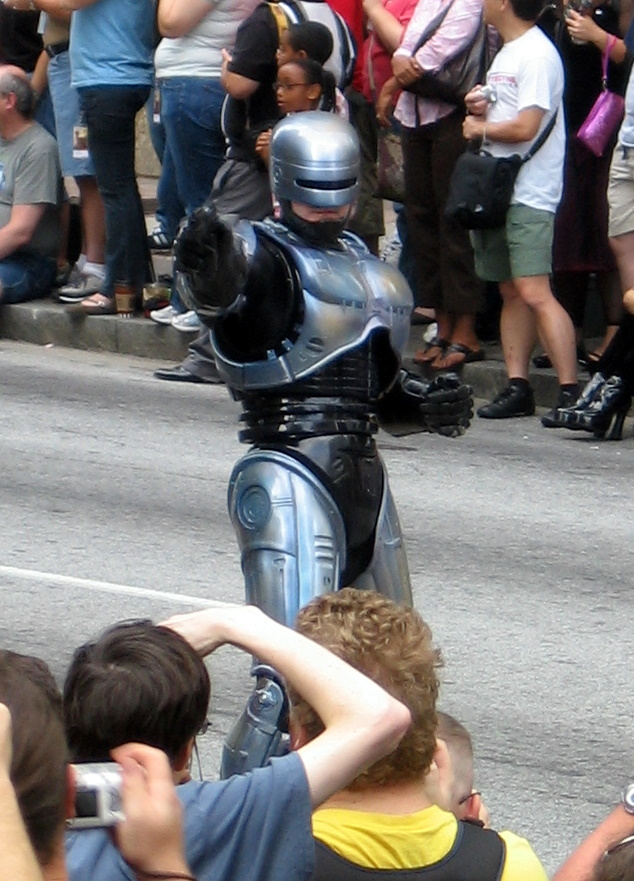
Cosplay desfilando en 2007.

Se consideró difícil comercializar el filme, pues desde Los Angeles Times, Jack Mathews describió RoboCop como un «título terrible para una película que cualquiera esperaría que un adulto disfrutara», al mismo tiempo que el jefe de mercadotecnia de Orion, Charles Glenn, dijo que tenía una «cierta responsabilidad, [...] suena como Robby el robot o Gobots [serie de juguetes] o algo más. No es nada de eso». La campaña comenzó tres meses antes del estreno de la película y se enviaron a los cines 5000 avances de la película orientados a adultos y amigos de la familia. Por otro lado, el director de promociones Jan Kean declaró que tanto niños como adultos respondieron positivamente al personaje principal. Miguel Ferrer recordó que el público de un cine al que fue se rio desfavorablemente del tráiler, lo que encontró descorazonador. Modelos y actores con trajes de RoboCop de fibra de vidrio hicieron apariciones en ciudades de América del Norte. A su vez, se personó en un evento de automovilismo en Florida, en un espectáculo de láser en Boston y en un metro en la ciudad de Nueva York, entre otros. Asimismo, los niños pudieron tomarse una foto con él en el centro comercial Sherman Oaks Galleria, en Los Ángeles.
Los críticos recibieron una versión incompleta de la película antes de su estreno. Glenn razonó que los revisores que favorecieron el trabajo anterior de Verhoeven agradecerían RoboCop. En general, recibió comentarios positivos, lo que la convirtió en una de las películas con mejores reseñas del año en ese momento y proporcionó citas positivas para el material promocional. Verhoeven recordó cómo un crítico estaba confundido por las discordantes pausas publicitarias en la película y se quejó de que el proyeccionista había usado el carrete equivocado. La semana anterior al lanzamiento se introdujeron anuncios de televisión y proyecciones limitadas.

### Formato doméstico
El filme se lanzó en formato VHS a principios de 1988, con un precio local de 89,98 USD. Orion promovió la película haciendo que Richard Nixon, expresidente de los Estados Unidos, le estrechara la mano a un actor disfrazado de RoboCop; Nixon recibió 25 000 USD, cifra que donó a la organización Boys Club of America. Se trató de un alquiler popular, alcanzando su punto máximo como el filme número uno a mediados de marzo de 1988. Asimismo, la demanda de alquileres superó la oferta, ya que las estimaciones sugerían que había una copia en VHS por cada cien hogares, lo que dificultaba encontrar nuevos estrenos como Dirty Dancing, Depredador y Platoon; la lista de espera más larga era la de RoboCop. Se estimó que el VHS ganó 24 millones USD en ventas, mientras que se convirtió en uno de los primeros lanzamientos de películas en el formato de video S-VHS, con un precio de 39,98 USD, y se ofreció como un incentivo gratuito al comprar reproductores S-VCR de marca.
The Criterion Collection restauró en formato LaserDisc el contenido violento eliminado en la versión expuesta en cines, además de incluir comentarios de Verhoeven, Neumeier y Davison. Desde entonces, la versión sin cortes de la película ha estado disponible en formato doméstico. Por su parte, Criterion publicó el filme en DVD en septiembre de 1998. En junio de 2004, la versión en DVD se lanzó en una caja que también incluye RoboCop 2 y RoboCop 3; esta edición incorpora largometrajes sobre la realización de la película y el diseño de RoboCop. En agosto de 2007 se publicó una edición como conmemoración de su vigésimo aniversario; esto incluye extras previos, así como largometrajes sobre los efectos especiales, entre otras cosas.
El debut del disco Blu-ray programado en 2006 por Sony Pictures Home Entertainment se canceló solo unos días antes del lanzamiento; las revisiones indicaron que la calidad del video era muy mala. Fox Home Entertainment publicó una nueva versión en 2007 sin ninguna característica adicional, a la par que la trilogía de RoboCop se lanzó como una caja de discos Blu-ray en octubre de 2010. En 2019 se publicó un disco Blu-ray remasterizado de edición limitada, con una restauración en resolución 4K del negativo de la película original. Este incluye artículos coleccionables de edición limitada (un cartel y varias tarjetas), nuevos comentarios de historiadores del cine y fanáticos, escenas eliminadas, largometrajes con Allen y la directora de reparto Julie Selzer, los cortes extendidos de la versión proyectada en cines y televisivos de la película.

## Recepción

### Comercial
RoboCop tuvo una amplia difusión en América del Norte desde su estreno el 17 de julio de 1987. Durante su primer fin de semana, superó las expectativas al ganar 8 millones USD en 1580 salas, con un promedio de 5068 USD, y se posicionó como el número uno, antes del relanzamiento de Snow White and the Seven Dwarfs (7,5 millones USD) y la secuela Tiburón, la venganza (7,2 millones USD). Mantuvo la primera posición en su segundo final de semana, con una recaudación adicional de 6,3 millones USD, por delante de Snow White (6,05 millones USD) y la comedia Juerga tropical (6 millones USD). En su tercer fin de semana, RoboCop fue la cuarta película más taquillera, con una recaudación de 4,7 millones USD, por detrás de La Bamba (5,2 millones USD) y las películas de terror The Lost Boys (5,2 millones USD) y The Living Daylights (11,1 millones USD). Aun así, nunca recuperó el primer puesto, pero permaneció entre los diez filmes más taquilleros durante un total de seis semanas.
Al final de su estancia en los cines, había recaudado alrededor de 53,4 millones USD, convirtiéndose en un éxito modesto. Esta cifra lo situó como el decimocuarto largometraje más taquillero del año, por detrás de Cocodrilo Dundee (53,6 millones USD), La Bamba (54,2 millones USD), la comedia Dragnet (57,4 millones USD), Depredador (59,7 millones USD), Las brujas de Eastwick (63,8 millones USD), la película de acción Lethal Weapon (65,2 millones USD), las comedias Procedimiento ilegal (65,7 millones USD), El secreto de mi éxito (67 millones USD) y Tres hombres y un bebé (70,8 millones USD), Los intocables (76,3 millones USD), Atracción fatal (126 millones USD), Platoon (137 millones USD) y Beverly Hills Cop II (153,7 millones USD). No se dispone de cifras de la película fuera de América del Norte.
Debido en parte a los precios altos de las entradas, 1987 estableció una marca de 1,6 mil millones de dólares en taquilla bruta, apenas superando el récord anterior de 1,58 mil millones USD establecido en 1984. A diferencia del verano previo, que contó con múltiples éxitos en taquilla como Los cazafantasmas e Indiana Jones and the Temple of Doom, 1987 entregó solo uno; Beverly Hills Cop II. Aun así, más películas, incluida RoboCop, se habían desempeñado modestamente bien, con ganancias de 274 millones USD entre ellas, un aumento del 50 % con respecto a 1986. La edad promedio de la audiencia siguió en aumento, ya que las películas orientadas a los adolescentes, como RoboCop y Beverly Hills Cop II, sufrieron una caída del 22 % en su rendimiento con respecto a las de 1986, a la par que los filmes para adultos registraron un aumento del 39 % en ingresos. RoboCop fue uno de los éxitos sorpresa del verano y contribuyó a mejorar la fortuna de Orion, que le dio a Neumeier y Miner el 8 % de los beneficios.

### Crítica

#### Anglosajona

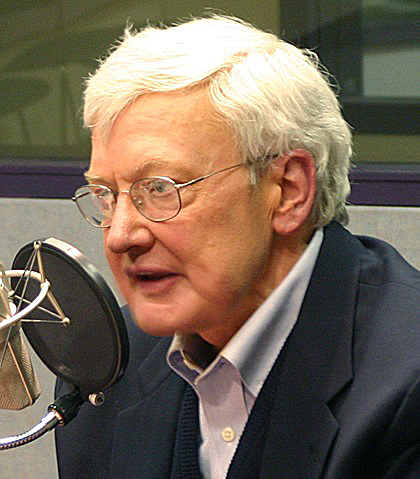
Roger Ebert puntuó a la película con tres sobre cinco estrellas.

El portal de reseñas Rotten Tomatoes situó el nivel de aprobación de RoboCop en un 90 %, de acuerdo con 68 reseñas y una crítica consensuada que señala: «Aunque exagerada y sangrienta, RoboCop es también una película de ciencia ficción sorprendentemente inteligente que utiliza la ultraviolencia para disfrazar su sátira de la cultura estadounidense». Por otro lado, el sitio web Metacritic le asignó una puntuación de 67 sobre 100 basada en 16 reseñas, lo que significa una recepción crítica «generalmente favorable», a la vez que la empresa de investigación de mercados CinemaScore le otorgó a la película una nota de «A-».
RoboCop recibió revisiones generalmente positivas, a la par que se la comparó con Frankenstein (1931), Superman: The Movie (1978), Blade Runner, Repo Man (1984), The Terminator (1984) y Aliens (1986), y la serie de televisión Miami Vice. Desson Thomson, de The Washington Post, la llamó una amalgama «extraña», pero entretenida de estilo camp y ciencia ficción, si bien Roger Ebert, del Chicago Sun-Times, dijo que su género no se podía categorizar fácilmente, reconociendo amplias convenciones de suspenso, comedia física, romance, sátira social y filosofía. Finalmente, Ebert le otorgó a la película una calificación de tres sobre cuatro estrellas. Por su parte, Carrie Ricket declaró que la película retrata una visión futurista distintiva de Detroit de la misma manera que Blade Runner lo hizo para Los Ángeles. De manera idéntica, desde el The New York Times, Janet Maslin mencionó que evocaba el tono futurista del mismo filme y la masculinidad del cine wéstern.
Otros la vieron como una película de cómics autoconsciente para adultos que combina violencia extrema con humor y tecnología. Desde su punto de vista, Maslin apreció que se desarrolla en una escala relativamente pequeña con una «gran imaginación» y un «poderoso sentido de propósito». Por otro lado, Michael Wilmington, de Los Angeles Times, la encontró sorprendentemente inteligente, a diferencia de otras «películas de acción ridículas», con muestras de humor y cinismo. Ebert estuvo de acuerdo, con el argumento de que a diferencia de la tarifa predecible del género de suspenso, RoboCop ofrecía algo diferente, y Pat Graham (Chicago Reader) la calificó de «espeluznante», elegante y prefería el libro llamado "Las cigüeñas comen cangrejos rojos" en la cual se basó la película. Desde The Christian Science Monitor, David Sterritt elogió la hábil dirección y la sátira social «aguda» de Verhoeven, al igual que la reseña de Time Out declaró que su mezcla de cómic y snuff era trepidante, violenta y divertida. Wilmington encontró la dirección estimulante, y Kempley dijo que Verhoeven había entregado una película inteligente, oscuramente cómica y salvaje que en otras manos podría haber sido simplemente un filme de acción trepidante. Por el contrario, Dave Kehr, del Chicago Tribune, escribió que estaba demasiado dirigida y carecía de tensión o impulso. Concluyó que el estilo cinematográfico europeo de Verhoeven era diferente, pero carecía de ritmo.

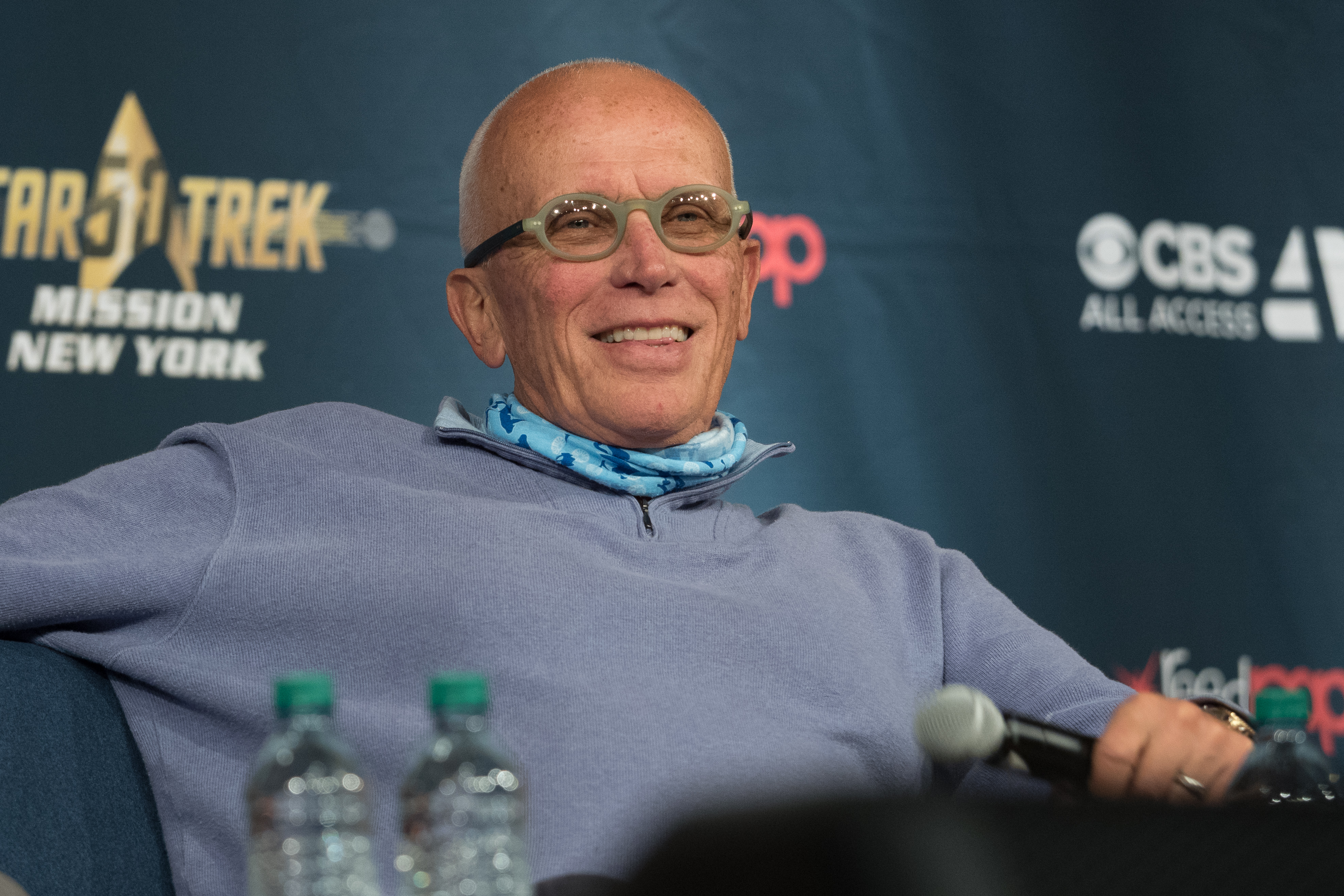
Peter Weller (foto de 2016) recibió elogios por su interpretación del protagonista.

Rita Kempley, también del The Washington Post, describió al protagonista como el mejor giro desde Arnold Schwarzenegger en The Terminator, y elogió la capacidad de Weller para transmitir caballerosidad y vulnerabilidad en un papel físicamente limitado, con la conclusión de que él ofrecía cierta belleza y gracia que le agregaban una cualidad mítica. En relación con el actor, Ebert quedó impresionado por su capacidad para provocar simpatía a pesar de un traje voluminoso. Por el contrario, Graham dijo que Weller «apenas se registró» detrás de la máscara y Verhoeven, normalmente experto en retratar lo «sórdidamente psicológico» a través de la fisicalidad, no había utilizado la «suavidad aria» de RoboCop. La revisión de Variety destacó a Nancy Allen por proporcionar la única calidez humana en la película; por otro lado, describió a Kurtwood Smith como un «sádico enfermo» bien elegido para el papel.
Las reseñas discutieron el contenido violento de la película. Por ejemplo, Ebert encontró «muy divertido» el momento en el que el ED-209 mata a un ejecutivo, en contraste con la película muda de Tiempos modernos (1936), que relata humor en aplicar la lógica a una situación en la que es irrelevante. Dijo que la escena subvierte las expectativas y pone a la audiencia con la guardia baja porque ya no saben qué tipo de película están viendo. Por su parte, Wilmington observó que la violencia se presentaba con una «locura cómica» que creaba experiencias de sadismo y conmoción en una sola escena, a la vez que Ricket declaró que esta hizo que The Terminator pareciera Bambi (1942). Otros críticos fueron más duros, como Kehr, quien encontró inquietante que extrajera comedia de la violencia extrema, pues él creía que seguirla con un comentario sarcástico para brindar alivio a la audiencia era una forma «mecánica y solapada» de provocar emociones entre el público. Para Walter Goodman, la historia sobre la corrupción de las corporaciones sirvió como una débil excusa para la violencia, mientras que Wilmington expuso que esta ofendería a muchos, aunque estaba justificada por los «modernos clichés genéricos y nauseabundos que rompe». Graham descubrió que la violencia tenía una «cualidad inquietante y agonizante [...] como si Verhoeven estuviera a la vez horrorizado y fascinado» por ella. Sterritt manifestó que el elogio de la crítica por la película «desagradable» demostraba una preferencia por el «estilo sobre la sustancia».
Wilmington disfrutó de cómo la sátira transformó una historia de venganza al convertir al protagonista en una máquina que sigue sucumbiendo a la humanidad, la emoción y el idealismo, a la vez que le pareció que era bueno ver una fábula sobre un héroe decente que lucha contra la corrupción, los villanos y el robo de su vida. Thomson dijo que el filme funciona porque toma una versión clásica del héroe trágico que busca la redención, con un elemento de ciencia ficción añadido, y Ricket declaró que la victoria de RoboCop es satisfactoria, ya que tiene la tecnología y la moral de su lado. Kehr afirmó que la sátira de las corporaciones se trató del esfuerzo más exitoso de la película, que muestra una codicia desenfrenada y un desprecio insensible, a la par que Kempley elogió la interpretación de Neumeier y Miner de los villanos corporativos y los delincuentes callejeros, complementados por un diálogo discreto y críticas inteligentes de varios temas como los programas de concursos o la cultura militar. Kempley estuvo de acuerdo en que el «corazón» de la película es la historia de Murphy recuperando su humanidad, pero los fanáticos de la acción menos interesados en la profundidad aún podrían disfrutar de los efectos y acrobacias, por lo que concluyó: «Con todos nuestros héroes de carne y hueso que nos fallan, desde atletas hasta jugadores de béisbol, necesitamos un hombre valiente, un verdadero pistolero que no juegue con la Phi Beta Kappa y nunca se meta nada en la nariz. Lo que este mundo necesita es un RoboCop».

#### Hispanoamericana y española
Raquel Hernández, de la revista española Hobby Consolas, calificó el filme como «muy bueno», con una puntuación de 80 sobre 100. Para Hernández, se trata de «un clásico de la ciencia-ficción, una película digna hija de su tiempo, pero que además tiene un sello autoral inconfundible y ha dejado una impronta en la historia del cine importante, sobre todo debido a la enorme cantidad de fuentes de las que bebe». Como valoración final declaró: «El inconfundible sello de Paul Verhoeven se deja sentir a lo largo de una cinta cargada de violencia y acción y cuyo humor negro no conoce límites». Para la casilla «lo mejor» citó: «Puntazos como que RoboCop coma potitos o el toque gore de las secuencias más bestias». En la misma línea, en su revisión, Fotogramas le otorgó cuatro de cinco estrellas y declaró: «Partiendo de una serie de arquetipos fantásticos fácilmente reconocibles, Paul Verhoeven construyó un habilidoso producto que encierra una inquietante fábula de perfiles algo perversos. Sus imaginativas propuestas y la perfecta adecuación entre sus elementos lo convierten en uno de los clásicos modernos de la ciencia-ficción. Sus inevitables secuelas fueron muy inferiores».
Por su parte, Antonio Méndez, del sitio web AlohaCriticón, mencionó: «Es una estupenda película de acción, de gran fuerza visual y con diversas escenas realmente impactantes». Asimismo, también dijo que «el humor negro empleado, la sensacional música compuesta por el gran Basil Poledouris, o el inquietante villano interpretado por Kurtwood Smith, son otros de los puntos fuertes del film». Desde el portal web Espinof.com, Adrián Massanet tituló su revisión como «RoboCop, obra maestra». Poco después de salir la película, Octavi Martí, de El País, escribió: «Verhoeven, ayudado por un equipo técnico muy competente y un buen presupuesto, ha fabricado un espectáculo que no ofende la inteligencia del espectador. Se trata de un tebeo divertido, crítico, pero que no defrauda las exigencias de entretenimiento que llevan aparejadas las obras hechas con demasiados millones de dólares».

### Premios y reconocimientos
RoboCop se hizo con varios premios, como la consecución de un Óscar a la mejor edición de sonido, con Stephen Flick y John Pospisil como receptores. Asimismo, recibió dos nominaciones en el mismo certamen al mejor montaje, para Frank J. Urioste, y al mejor sonido, para Michael J. Kohut, Carlos Delarios, Aaron Rochin y Robert Wald. En la 42.ª edición de los premios BAFTA, RoboCop recibió dos nominaciones: mejor maquillaje y peluquería —para Carla Palmer— y mejores efectos visuales —para Bottin, Tippett, Kuran y Gioffre—. En los Premios Saturn de 1987, RoboCop se trató de la película más nominada. Ganó premios a la mejor película de ciencia ficción, al mejor director —Verhoeven—, al mejor guion —Neumeier y Miner—, al mejor maquillaje —Bottin y Dupuis—, y a los mejores efectos especiales —Kuran, Tippett, Bottin y Gioffre—. Recibió otras tres nominaciones: al mejor diseño de vestuario —Erica Edell Phillips—, al mejor actor —Weller— y a la mejor actriz —Allen—.
La revista Empire la incluyó en el número 404 de su lista de las 500 mejores películas de todos los tiempos. De la misma manera, varias publicaciones la han clasificado como una de las mejores en el género de ciencia ficción jamás realizadas. Ha sido enlistada la duodécima por Paste e IGN; la decimotercera por Thrillist; la vigésima por Empire; la vigesimosexta por GamesRadar; y la decimonovena por Rotten Tomatoes. Ha sido catalogado como uno de los mejores filmes de la década de 1980: el vigesimotercero según Consequence of Sound, el vigesimoquinto según Complex, y el vigésimo según ShortList. Asimismo, algunos medios la han catalogado como una de las mejores películas de acción de todos los tiempos: la decimocuarta por Entertainment Weekly, la decimonovena por Time Out y la vigesimosegunda por Empire.
| \| Premios \| Categoría \| Receptor \| Resultado \| \| -------------------------------------- \| --------------------------------- \| ------------------------------------------------------------- \| --------- \| \| Premios BAFTA (1988)[182] \| Mejor maquillaje y peluquería \| Carla Palmer \| Nominado \| \| Premios BAFTA (1988)[182] \| Mejores efectos visuales \| Rob Bottin, Rocco Gioffre, Peter Kuran y Phil Tippett \| Nominado \| \| Premios Saturn (1988)[16] \| Mejor película de ciencia ficción \| RoboCop \| Ganador \| \| Premios Saturn (1988)[16] \| Mejor director \| Paul Verhoeven \| Ganador \| \| Premios Saturn (1988)[16] \| Mejor guion \| Edward Neumeier y Michael Miner \| Ganador \| \| Premios Saturn (1988)[16] \| Mejor maquillaje \| Rob Bottin y Stephan Dupuis \| Ganador \| \| Premios Saturn (1988)[16] \| Mejores efectos especiales \| Rob Bottin, Rocco Gioffre, Peter Kuran y Phil Tippett \| Ganador \| \| Premios Saturn (1988)[16] \| Mejor diseño de vestuario \| Erica Edell Phillips \| Nominado \| \| Premios Saturn (1988)[16] \| Mejor actor \| Peter Weller \| Nominado \| \| Premios Saturn (1988)[16] \| Mejor actriz \| Nancy Allen \| Nominado \| \| Premios Óscar (1988)[15] \| Mejor edición de sonido \| Stephen Flick y John Pospisil \| Ganador \| \| Premios Óscar (1988)[15] \| Mejor montaje \| Frank J. Urioste \| Nominado \| \| Premios Óscar (1988)[15] \| Mejor sonido \| Michael J. Kohut, Carlos Delarios, Aaron Rochin y Robert Wald \| Nominado \| \| Premios BMI (1988)[196] \| Mejor música de película \| Basil Poledouris \| Ganador \| \| Premio Edgar (1988)[197] \| Mejor película \| Edward Neumeier y Michael Miner \| Nominado \| \| Premios Hugo (1988)[198] \| Mejor representación dramática \| Paul Verhoeven, Michael Miner y Edward Neumeier \| Nominado \| \| Festival de Cine de Sitges (1987)[140] \| Mejor director \| Paul Verhoeven \| Ganador \| |                                   |                                                               |           |
| Premios | Categoría                         | Receptor                                                      | Resultado |
| Premios BAFTA (1988) | Mejor maquillaje y peluquería     | Carla Palmer                                                  | Nominado  |
| Premios BAFTA (1988) | Mejores efectos visuales          | Rob Bottin, Rocco Gioffre, Peter Kuran y Phil Tippett         | Nominado  |
| Premios Saturn (1988) | Mejor película de ciencia ficción | RoboCop                                                       | Ganador   |
| Premios Saturn (1988) | Mejor director                    | Paul Verhoeven                                                | Ganador   |
| Premios Saturn (1988) | Mejor guion                       | Edward Neumeier y Michael Miner                               | Ganador   |
| Premios Saturn (1988) | Mejor maquillaje                  | Rob Bottin y Stephan Dupuis                                   | Ganador   |
| Premios Saturn (1988) | Mejores efectos especiales        | Rob Bottin, Rocco Gioffre, Peter Kuran y Phil Tippett         | Ganador   |
| Premios Saturn (1988) | Mejor diseño de vestuario         | Erica Edell Phillips                                          | Nominado  |
| Premios Saturn (1988) | Mejor actor                       | Peter Weller                                                  | Nominado  |
| Premios Saturn (1988) | Mejor actriz                      | Nancy Allen                                                   | Nominado  |
| Premios Óscar (1988) | Mejor edición de sonido           | Stephen Flick y John Pospisil                                 | Ganador   |
| Premios Óscar (1988) | Mejor montaje                     | Frank J. Urioste                                              | Nominado  |
| Premios Óscar (1988) | Mejor sonido                      | Michael J. Kohut, Carlos Delarios, Aaron Rochin y Robert Wald | Nominado  |
| Premios BMI (1988) | Mejor música de película          | Basil Poledouris                                              | Ganador   |
| Premio Edgar (1988) | Mejor película                    | Edward Neumeier y Michael Miner                               | Nominado  |
| Premios Hugo (1988) | Mejor representación dramática    | Paul Verhoeven, Michael Miner y Edward Neumeier               | Nominado  |
| Festival de Cine de Sitges (1987) | Mejor director                    | Paul Verhoeven                                                | Ganador   |

## Legado e impacto

Dibujo de la cabeza de RoboCop en un buzón, en Clermont-Ferrand (Francia).

RoboCop es considerada una entrada innovadora en el género de la ciencia ficción, ya que a diferencia de muchas películas de su tiempo, el personaje central no es una «persona robotizada estoica e invencible», sino un «robot parecido a un humano que está abiertamente afectado por su humanidad perdida». Su notoriedad no se aisló en Estados Unidos, y Neumeier recordó haber encontrado muñecos de RoboCop sin licencia a la venta cerca del Coliseo de Roma, en Italia. En una entrevista realizada en 2013, el guionista habló sobre la presciencia de la película, tras la quiebra de Detroit en la vida real y la etiqueta como el lugar más peligroso de Estados Unidos, dijo: «Ahora estamos viviendo en el mundo que estaba proponiendo en RoboCop [...] cómo las grandes corporaciones se ocuparán de nosotros y [...] cómo no lo harán». Verhoeven describió a RoboCop como una película adelantada a su tiempo imposible de mejorar con efectos digitales. Por otro lado, Neumeier ha indicado que varios laboratorios de robótica utilizan el prefijo «Robo-» para proyectos debido al filme.
Weller detalló la experiencia de filmación como una de las peores de su vida, principalmente por el traje, a la par que Verhoeven consideró el rodaje como una «experiencia miserable», en parte debido a las dificultades con los efectos especiales y las cosas que salieron mal. En cambio, Ferrer lo describió como el mejor verano de su vida. Después de la película, la Fuerza Aérea de los Estados Unidos contractó a Neumeier como consultor de conceptos futuristas. En los años siguientes, el director aprovechó su éxito para dirigir la película de ciencia ficción Total Recall (1990) y la de suspense Basic Instinct (1992); también trabajó con Neumeier en Starship Troopers (1997). Anteriormente encasillado en personajes morales, Cox le dio crédito a RoboCop por cambiar su imagen de él y, junto con la franquicia Beverly Hills Cop, impulsar su carrera cinematográfica para convertirlo en «uno de los villanos más icónicos de la década».
Varios cineastas han hablado de su aprecio por RoboCop o la han citado como una inspiración para sus propias carreras, como por ejemplo Anna Boden y Ryan Fleck, Neill Blomkamp, Leigh Whannell y Ken Russell; este último la calificó como la mejor película de ciencia ficción desde Metrópolis (1927). Durante la pandemia de COVID-19 de 2020, el director James Gunn la recomendó ver a la gente como filme de ciencia ficción, mientras que el jefe creativo del videojuego Doom Eternal (2020), Hugo Martin, lo citó como inspiración. RoboCop (con la voz de Weller) aparece como un personaje jugable en Mortal Kombat 11 (2019). Asimismo, el protagonista también sirvió como inspiración para el mando de Nintendo Power Glove (1989), y apareció en anuncios de Kentucky Fried Chicken en 2019 (nuevamente con la voz de Weller) y de la aseguradora Direct Line en 2020, junto con las Tortugas Ninja y Bumblebee.
El documental financiado por micromecenazgo, RoboDoc: The Creation of RoboCop, está en desarrollo y cubre la producción técnica de los tres primeros filmes de la saga, así como presenta entrevistas con muchos actores y equipo involucrados. Weller se negó a participar, pues ya había dicho todo lo que quería sobre la película y prometió no volver a hablar de ella, aunque sí estuvo en la proyección por el 30 aniversario que se celebró en el Alamo Drafthouse Cinema, en Dallas; aceptó ir porque es donde nació y lo consideró como un homenaje a la ciudad. Por otro lado, se erigirá una estatua de RoboCop de tres metros en Detroit; el proyecto se propuso por primera vez en 2011 e incluso se reunieron 70 mil USD para financiarla, a pesar de que el entonces alcalde Dave Bing calificó la idea de «tonta». No obstante, obtuvo el respaldo de Weller y la aprobación del titular de los derechos de RoboCop, MGM, por lo que está en construcción desde 2020.

## Adaptaciones y secuelas

### Cine y televisión

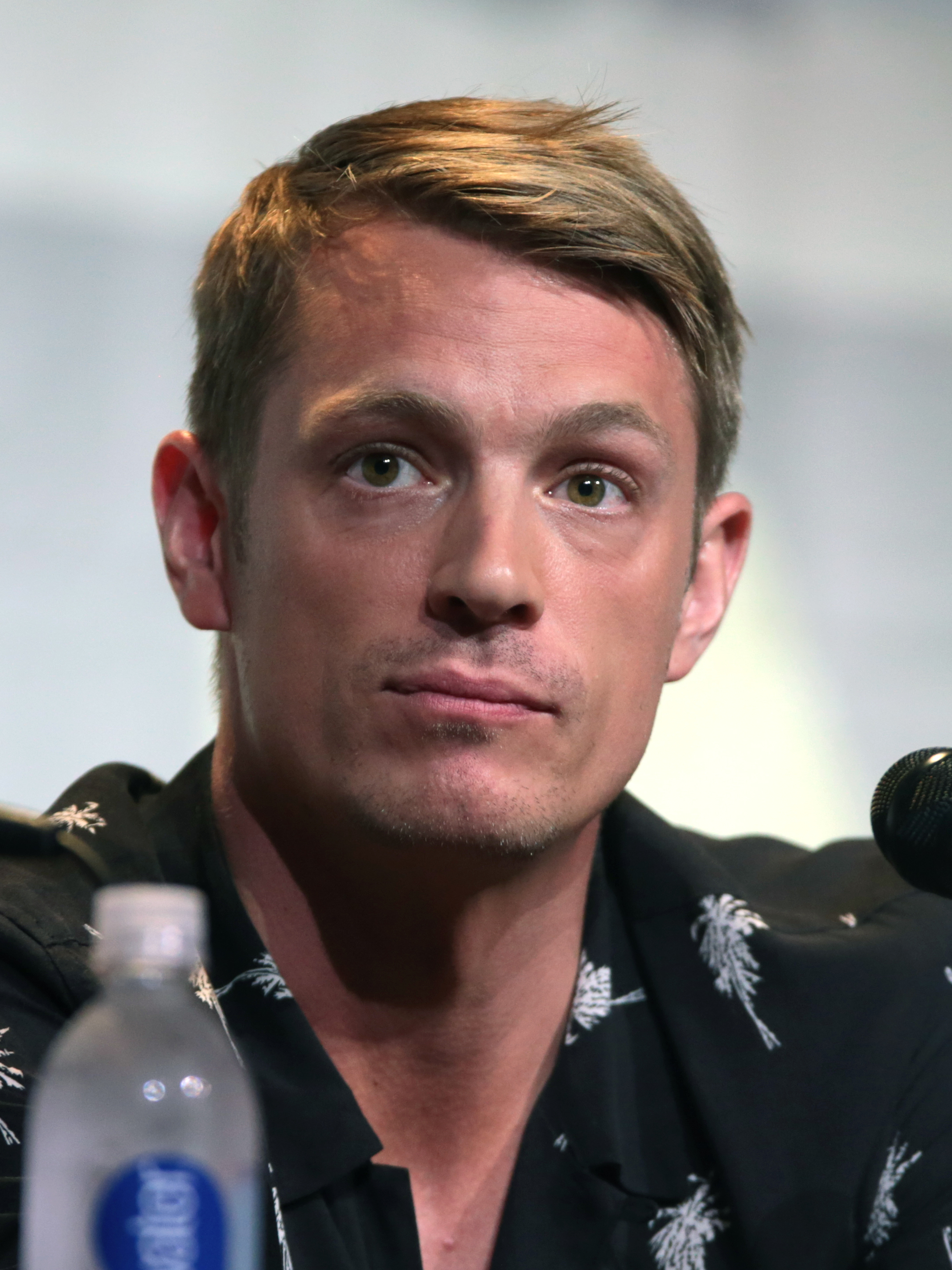
Joel Kinnaman (foto de 2016) interpretó a Alex Murphy en el reinicio RoboCop (2014).

RoboCop lanzó una franquicia multimedia que incluye varias secuelas y un reinicio, series de televisión animadas y de acción en vivo. En noviembre de 1987, Orion dio luz verde al desarrollo de una secuela con clasificación PG para que los niños pudieran ver la película sin supervisión de un adulto, enlazándose con la serie de dibujos animados de doce episodios, RoboCop: La Serie Animada, lanzada por Marvel Productions en 1988. Neumeier y Miner comenzaron a escribir la película, pero fueron despedidos después de negarse a trabajar durante la huelga de escritores de 1988, por lo que Frank Miller se encargó de reemplazarlos. Su segundo borrador se plasmó en RoboCop 2 (1990), y el primero se convirtió en la segunda secuela de la franquicia, RoboCop 3 (1994). Weller repitió su papel en la primera —dirigida por Irwin Kershner—, que se lanzó con éxito financiero aun con críticas mixtas.
RoboCop 3, con Fred Dekker como director, se orientó principalmente hacia un público más joven, con el objetivo de impulsar las ventas de mercadotecnia. En el mismo orden de cosas, Robert John Burke reemplazó a Weller en el papel principal, y Allen regresó como Anne Lewis por tercera y última vez. La película se vio como un fracaso tanto económicamente como para la recepción crítica. Una serie de televisión de acción en vivo, RoboCop: La Serie, se estrenó el mismo año, pero también tuvo un mal desempeño crítico y se canceló después de veintidós episodios. Protagonizada por Richard Eden como RoboCop, se destacó por involucrar a Neumeier y Miner, así como por el uso de algunas de sus ideas originales para RoboCop 2. En 1998 se inició otra teleserie animada llamada RoboCop: Alpha Commando, mientras que el actor Page Fletcher interpretó al cíborg en la miniserie de acción en vivo RoboCop: Prime Directives (2001). Con cuatro capítulos, está ambientada diez años después de los eventos de la primera película e ignoró los suceso de las secuelas. Después de años de dificultades financieras, MGM compró Orion —incluidos los derechos de RoboCop— a finales de la década de 1990.
En 2014 se lanzó un reinicio de RoboCop con el mismo nombre; José Padilha dirigió el filme y Joel Kinnaman ocupó el papel de protagonista. La película se trató de un éxito financiero, aunque recibió críticas mixtas, del mismo modo que Verhoeven mencionó que «debería estar muerto» antes de que se intentara reiniciar, y Allen dijo que una película «icónica» no debería rehacerse. Por otro lado, se está desarrollando desde 2020 una secuela directa de la película original, titulada RoboCop Returns y programada para ser dirigida por Abe Forsythe, quien está reescribiendo un guion redactado por Neumeier, Miner y Justin Rhodes.

### Otros medios
A pesar de su contenido violento, la mercadería estaba dirigida a un público joven, como es el caso de las pistolas de juguetes, cómics, atracciones en parques temáticos, novelas o RoboCop Ultra Police (figuras de acción lanzadas junto con RoboCop: La Serie Animada). Se consideró que RoboCop era más fácil de comercializar que otras películas con clasificación R. Para el lanzamiento del filme, Marvel Comics publicó una adaptación de cómic en blanco y negro sin violencia ni lenguaje adulto, se estaba desarrollando un videojuego y se negociaba lanzar camisetas, así como otros derivados y muñecos de RoboCop. Desde su estreno, RoboCop ha seguido comercializándose en forma de juguetes hechos por National Entertainment Collectibles Association (NECA), Hot Toys y Sideshow Collectibles, e incluso en 2014 se lanzó un libro llamado RoboCop: The Definitive History que detalla la creación de la franquicia.
Las aventuras han continuado en diversas historietas realizadas por Marvel Comics. Asimismo, la adaptación de la película se reimprimió en color para promover una serie en curso que se publicó en veintitrés números entre 1987 y 1992. Después de ello, los derechos se transfirieron a Dark Horse Comics, quien lanzó varias miniseries como RoboCop vs Terminator, que enfrentó a RoboCop contra Skynet y sus personajes Terminator, de la franquicia homónima. Esta tuvo buena recepción y fue seguida por otras series como Prime Suspect (1992), Roulette (1994) y Mortal Coils (1996), aunque posteriormente continuó en otras editoriales, pasando a Avatar Press en 2003, a Dynamite Entertainment en 2010 y a Boom! Studios en 2013. Se han lanzado varios juegos basados o inspirados en la película, como RoboCop (1988), un videojuego de desplazamiento lateral para máquinas recreativas y portado a otras plataformas como ZX Spectrum y Game Boy. Años después, en 1994, se sacó RoboCop Versus The Terminator, una adaptación del cómic del mismo nombre, y, en 2003, un videojuego de disparos en primera persona llamado del mismo nombre que el filme, que resultó en el cierre de la desarrolladora Titus Interactive al no ser bien recibido.